# ランボルギーニ・ウラカン
ウラカン (Huracán) は、イタリアの自動車メーカー、ランボルギーニで製造されていたV型10気筒エンジンのスポーツカーである。2代目アウディ・R8とは、エンジン、ドライブトレイン、シャシが共通の姉妹車である。車名はスペイン語で「ハリケーン」（台風）を意味し、直接的な由来は1879年8月にスペインアリカンテで行われた試合で活躍した闘牛から名付けられた。

## 概要
2013年12月、約10年間にわたり生産されたランボルギーニ最大のヒット作・ガヤルドの後継車種として、公式サイトで発表された。2014年3月より開催されていたジュネーヴショー2014にて正式に発表された。
デザイナーは、アヴェンタドールと同じフィリッポ・ペリーニ（Filippo Perini）。特徴的なルーフのラインは、日本の折り紙から着想を受けたものである。見た目はアヴェンタドールに若干似ているが、四角形のヘッドライト、サイドステップの小さめのダクトなど相違点がある。
全長4,459mm、全幅1,924mm、全高1,165mmと、全高は先代にあたるガヤルドと変わらないが、全長159mm、全幅24mmとわずかに拡大されている。エンジンはV10 NAエンジン、駆動方式は4WDとガヤルドを踏襲した。変速機は、ランボルギーニ・ドッピア・フリッツィオーネ（LDF）と呼ばれるDCTをランボルギーニとして初めて採用した。「ANIMA（アニマ・Adaptive Network Intelligent Management）」と呼ばれる走行モード統合制御機構を搭載させた。
日本では2014年7月17日に発表された。

## モデルとバリエーション

### LP610-4（2014年 - ）
ベースグレード。20インチセンターロックホイールのオプション設定有り。
LP610-4 アヴィオ（2016年 - 2017年）
2016年のジュネーブ・モーターショーにおいて発表された。「LP610-4」をベースに、航空機から着想を得たという仕様が内外装に施されている。限定250台のみが生産された。
LP610-4 スパイダー（2016年 - ）
2015年8月に発表されたオープンモデル。車重は「LP610-4」より120kg増しの1,542kgとなっている。

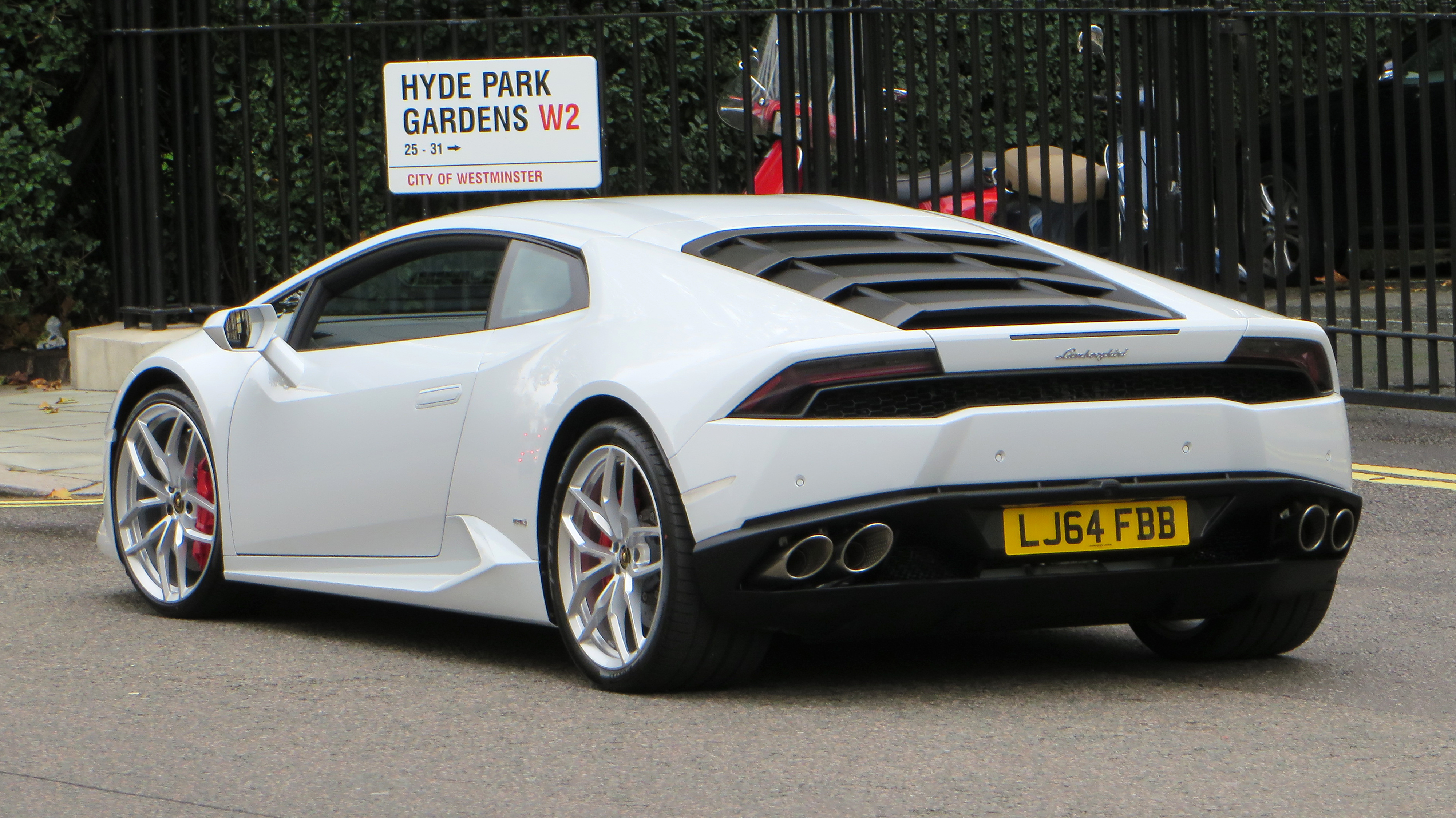
LP 610-4
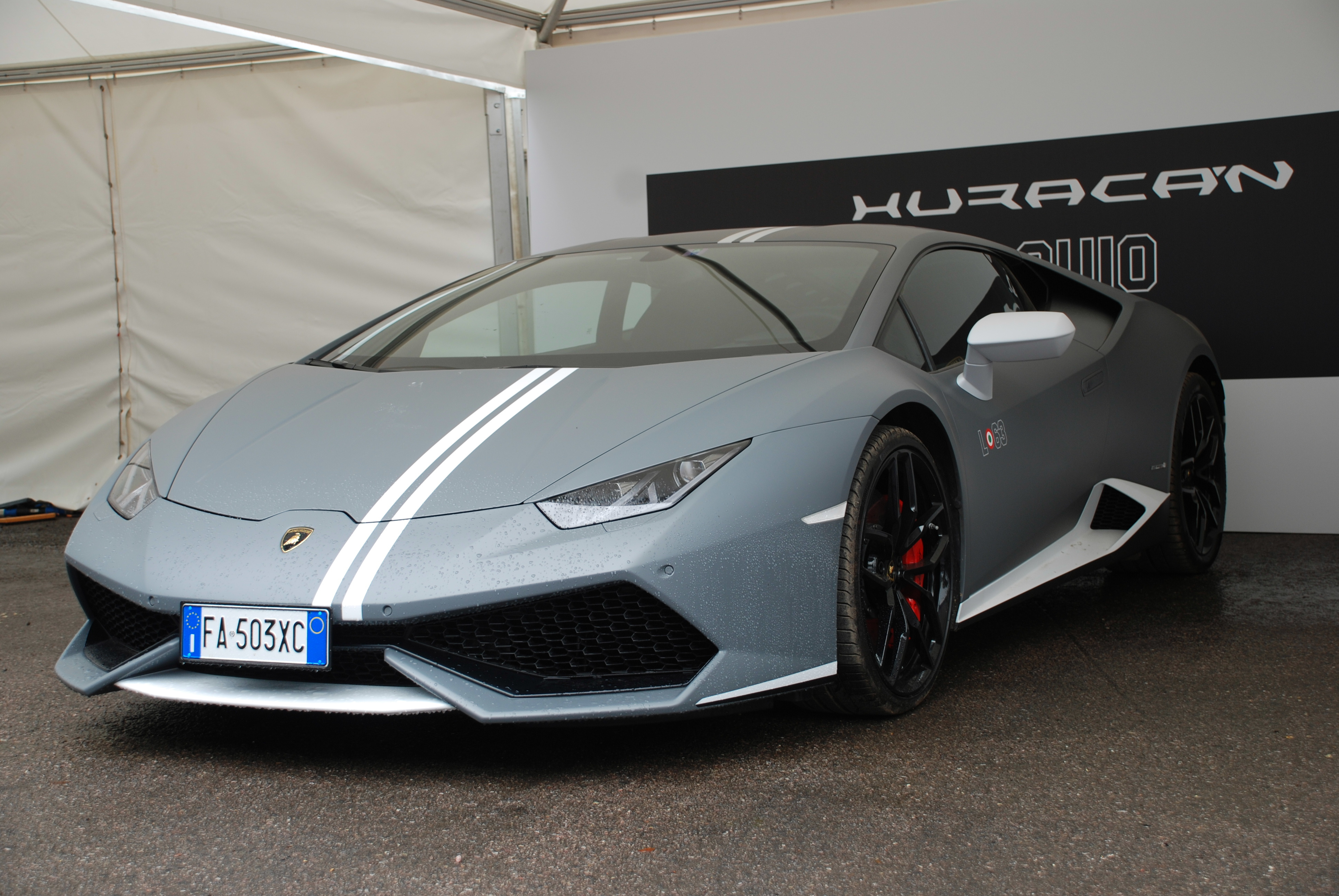
LP610-4 アヴィオ
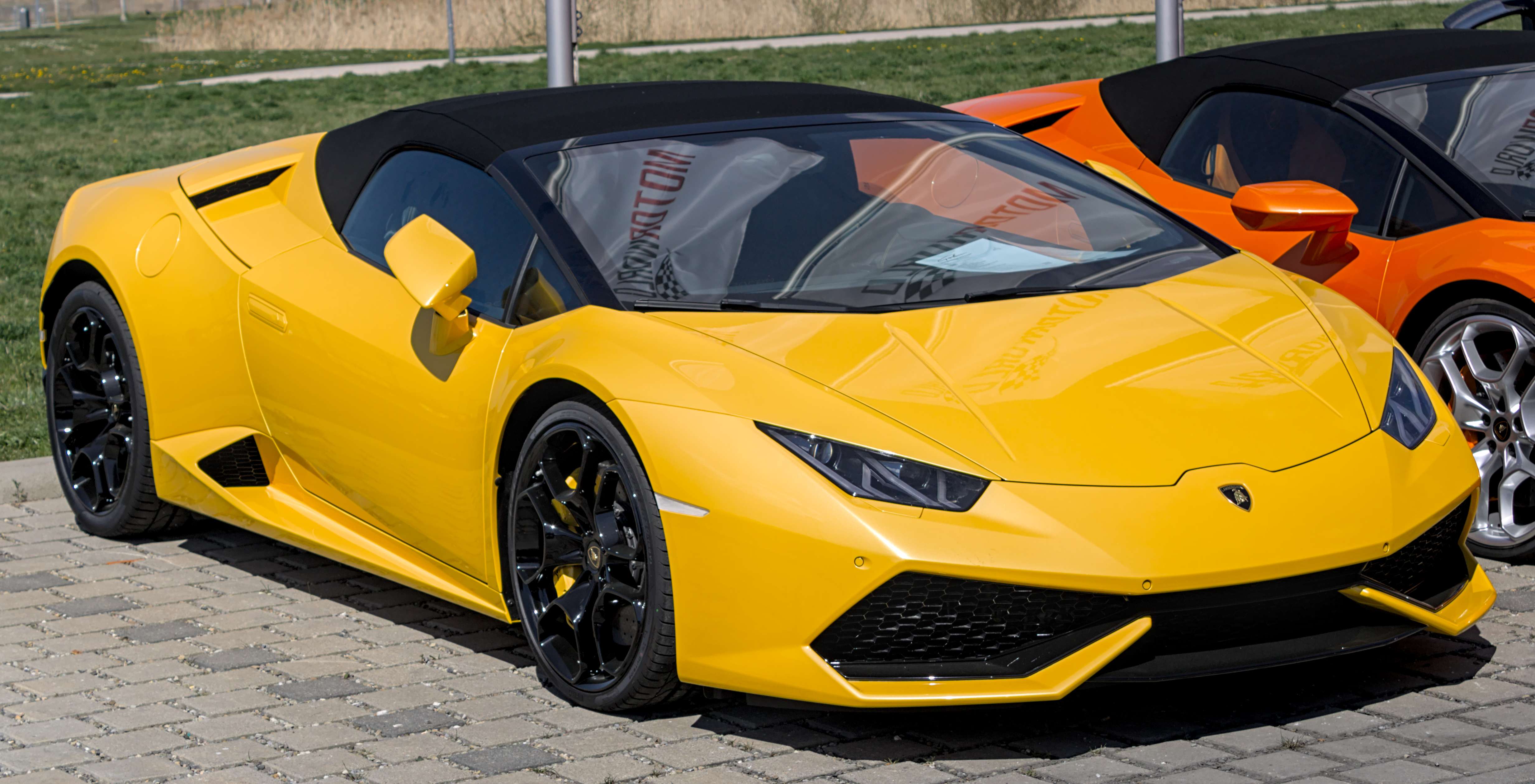
LP610-4 スパイダー

RWD LP580-2（2016年 - ）

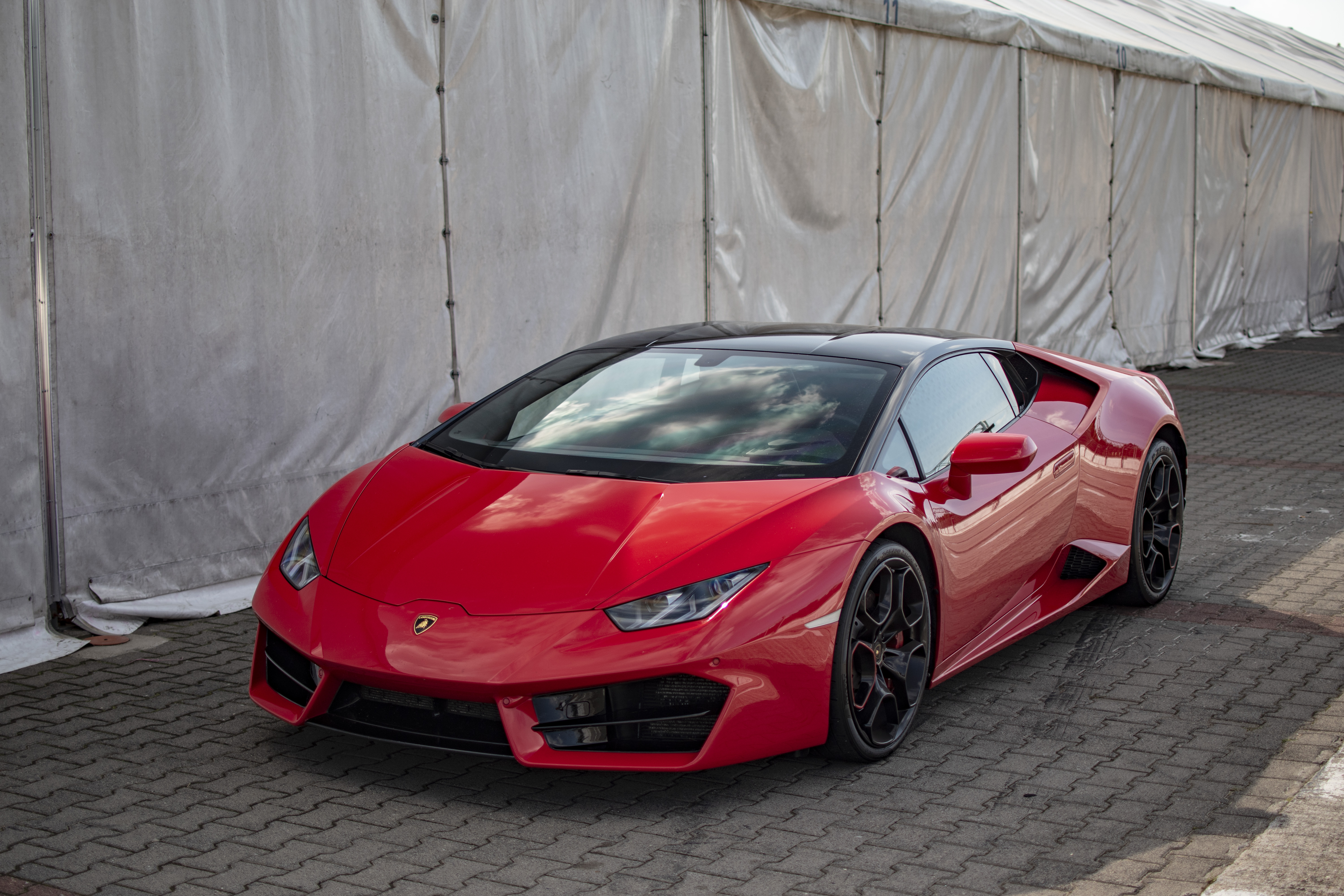
ウラカンRWD LP580-2

2WDモデル。名称の-2は二輪駆動を意味する。出力は「LP610-4」から下げられ580馬力。4WDからRWDに変更されたことにより、重量配分が40:60となった。また、日本市場では「LP610-4」よりリーズナブルな2,280万円に設定されている。20インチセンターロックホイールのオプション設定有り。
LP580-2 スパイダー（2016年 - ）
RWDのオープンモデル。RWDクーペとの違いは、前後バンパーの意匠が多少変更された程度であるが、重量は120kg増加した。

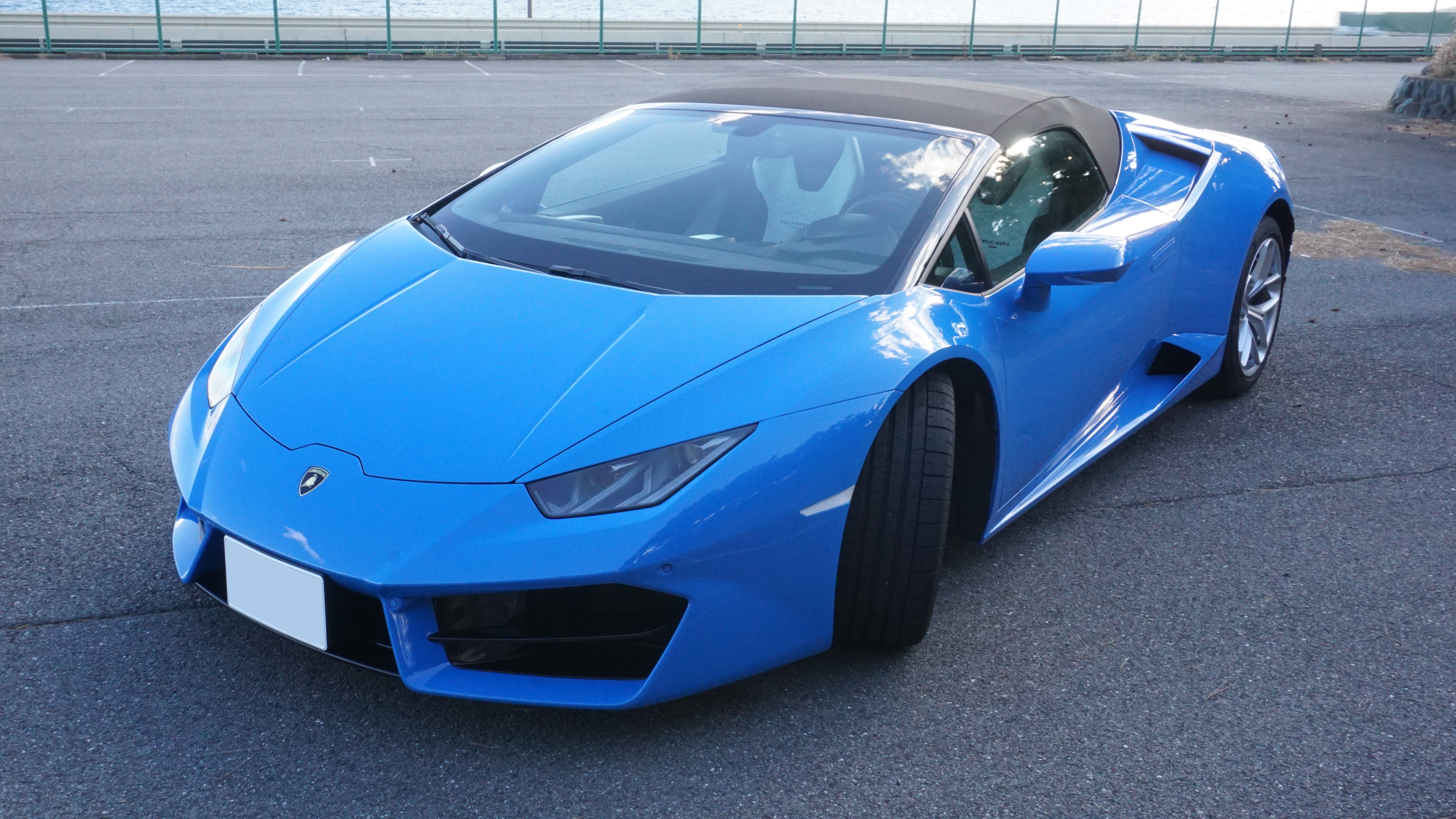
ルーフを閉じた状態のフロント
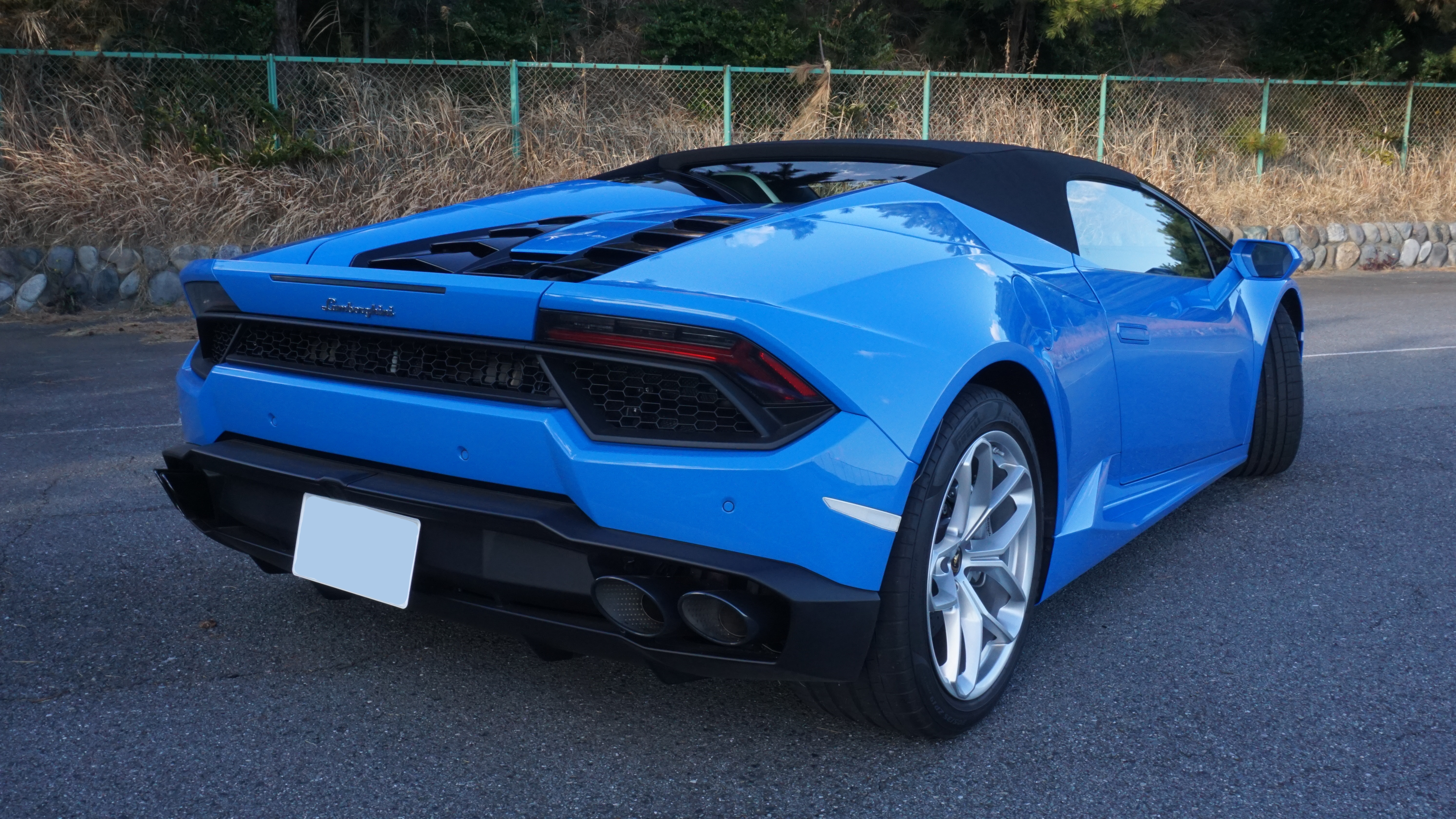
ルーフを閉じた状態のリア
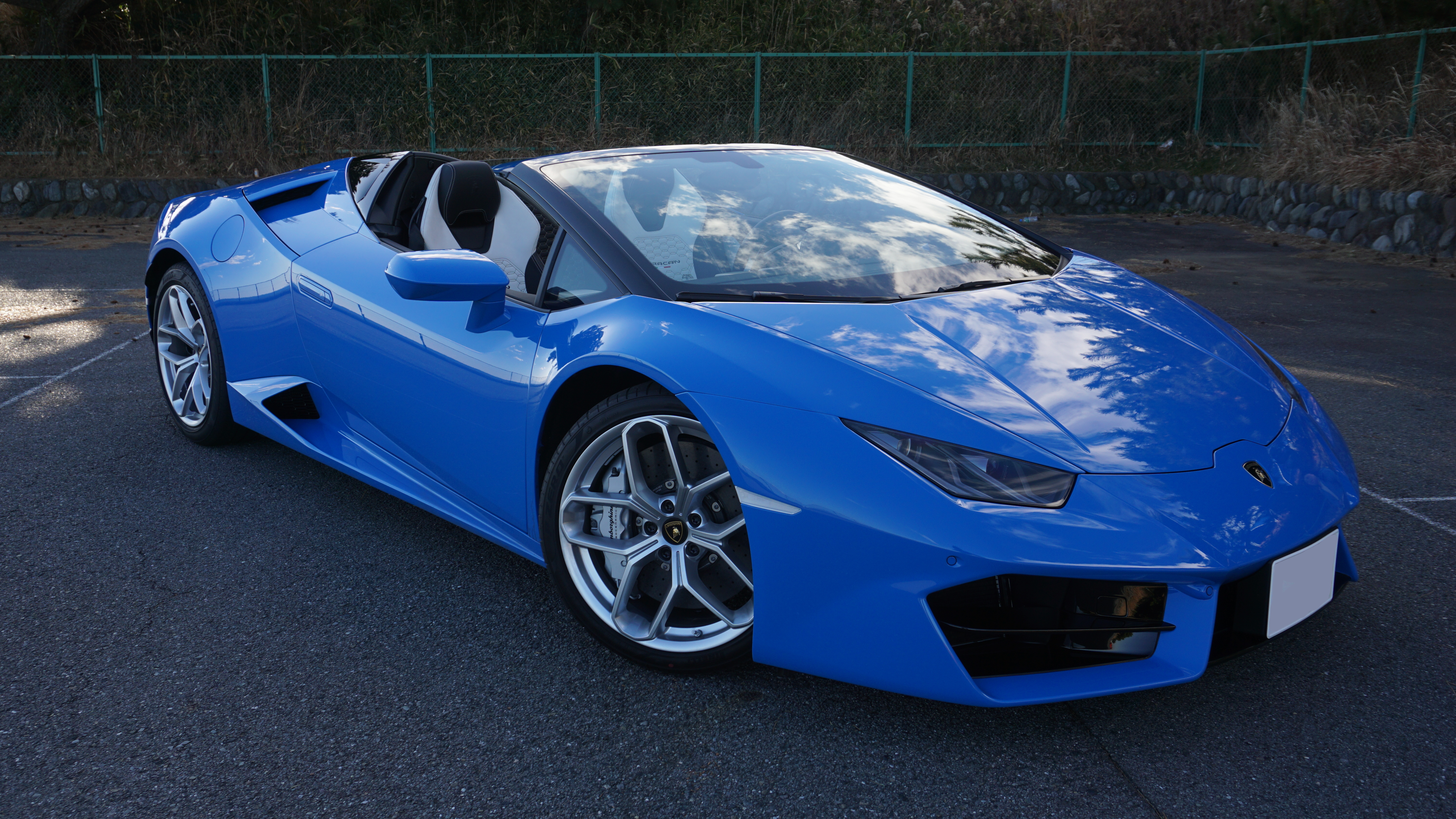
ルーフを開けた状態のフロント
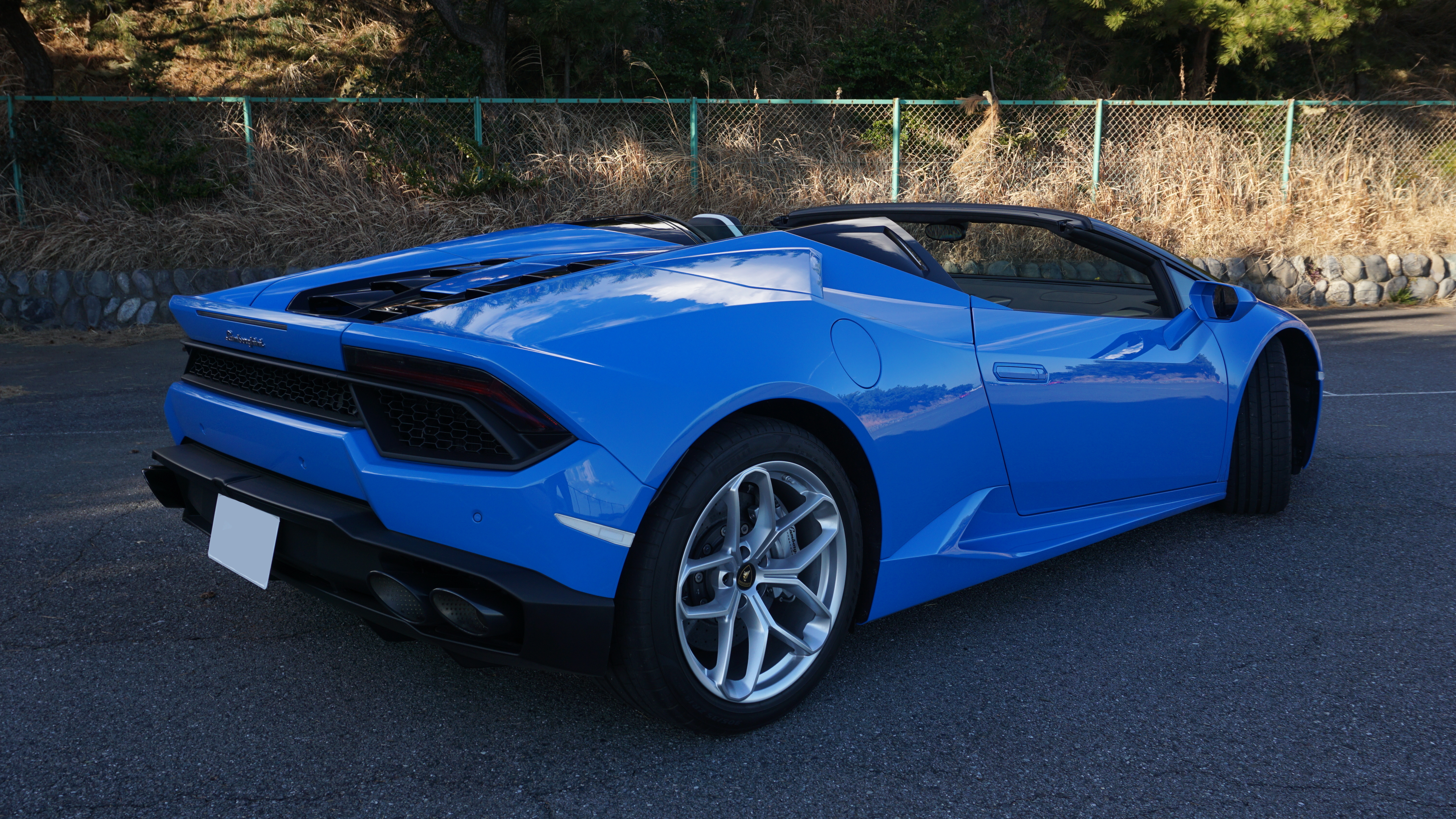
ルーフを開けた状態のリア
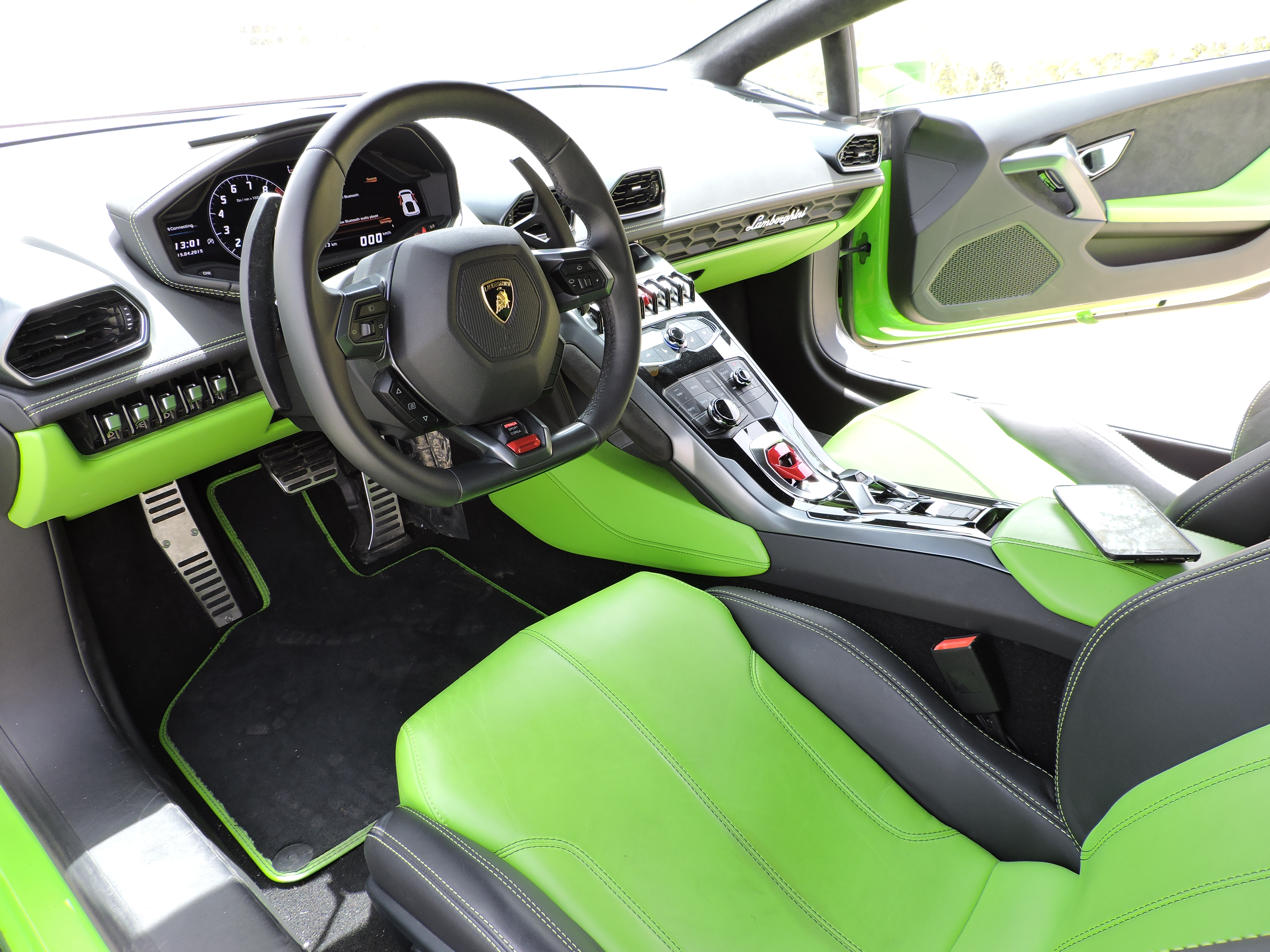
ウラカンRWDの車内

LP 640-4 ペルフォルマンテ（2017年 - ）
2017年3月のジュネーブショーにて発表された。ペルフォルマンテはイタリア語でパフォーマンスを意味する。カーボン製のリアウイングなど、カーボンを多用することによって標準車より40kgの軽量化を図った。最高出力は30馬力引き上げて640馬力とした。専用に開発されたエアロダイナミクス・システム「ALA（エアロダイナミカ・ランボルギーニ・アッティーヴァ）」を搭載。これは、内部に空気の流れを切り替えるフラップをもつ、フォージド・コンポジット製のフロントスポイラーおよびリアウイングからなるメカニズムであり、走行状況に応じてフラップを制御することにより、車両の空力特性を変化させて走行性能を高めるものである。
2016年10月5日にニュルブルクリンク・サーキットの北コースにおいて 6分52秒01のラップタイムを記録した。
LP 640-4 ペルフォルマンテ・スパイダー（2018年 - ）
2018年のジュネーブモーターショーにて発表された。電子作動式のアクティブ・エアロダイナミクス機能（LPI：Lamborghini Piattaforma Inerziale、ランボルギーニ・ピアッタフォルマ・イネルツィアーレ）を搭載している。

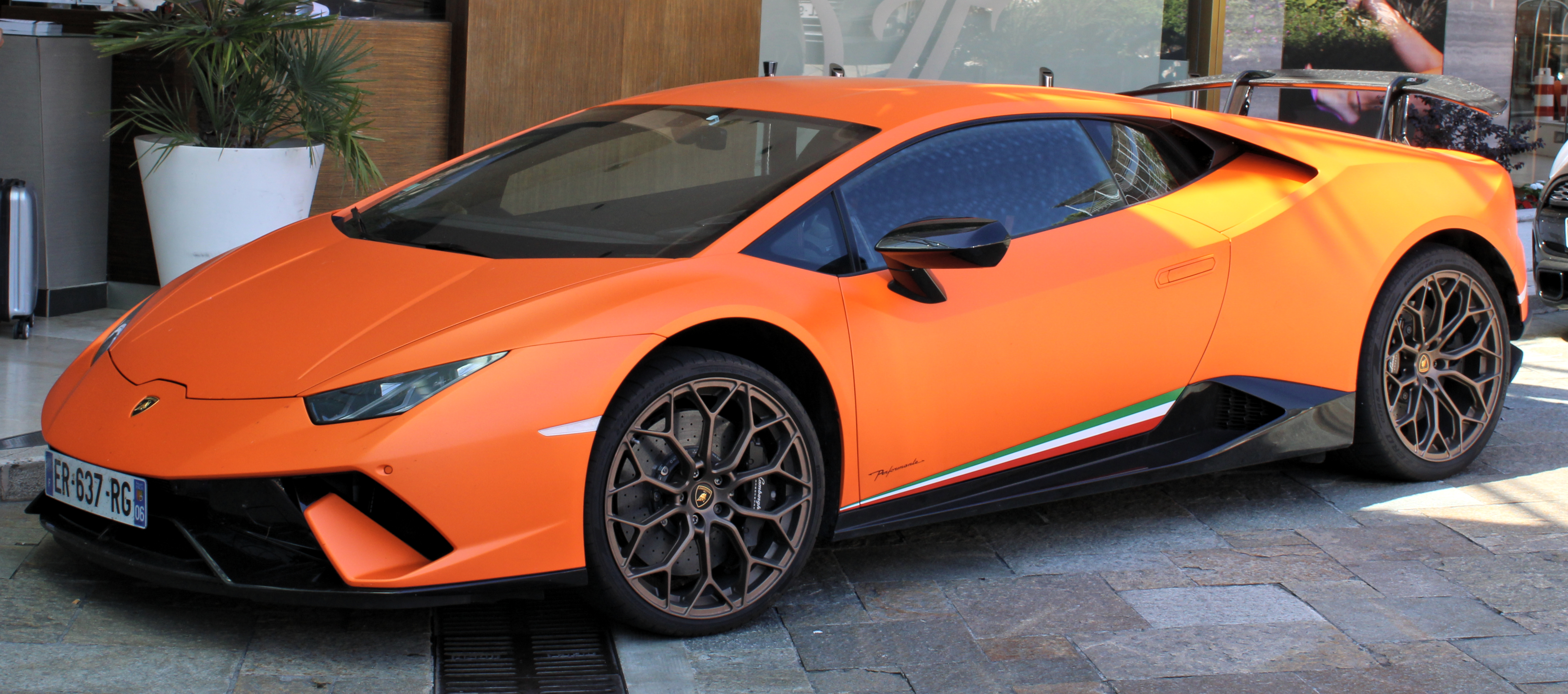
LP 640-4 ペルフォルマンテ
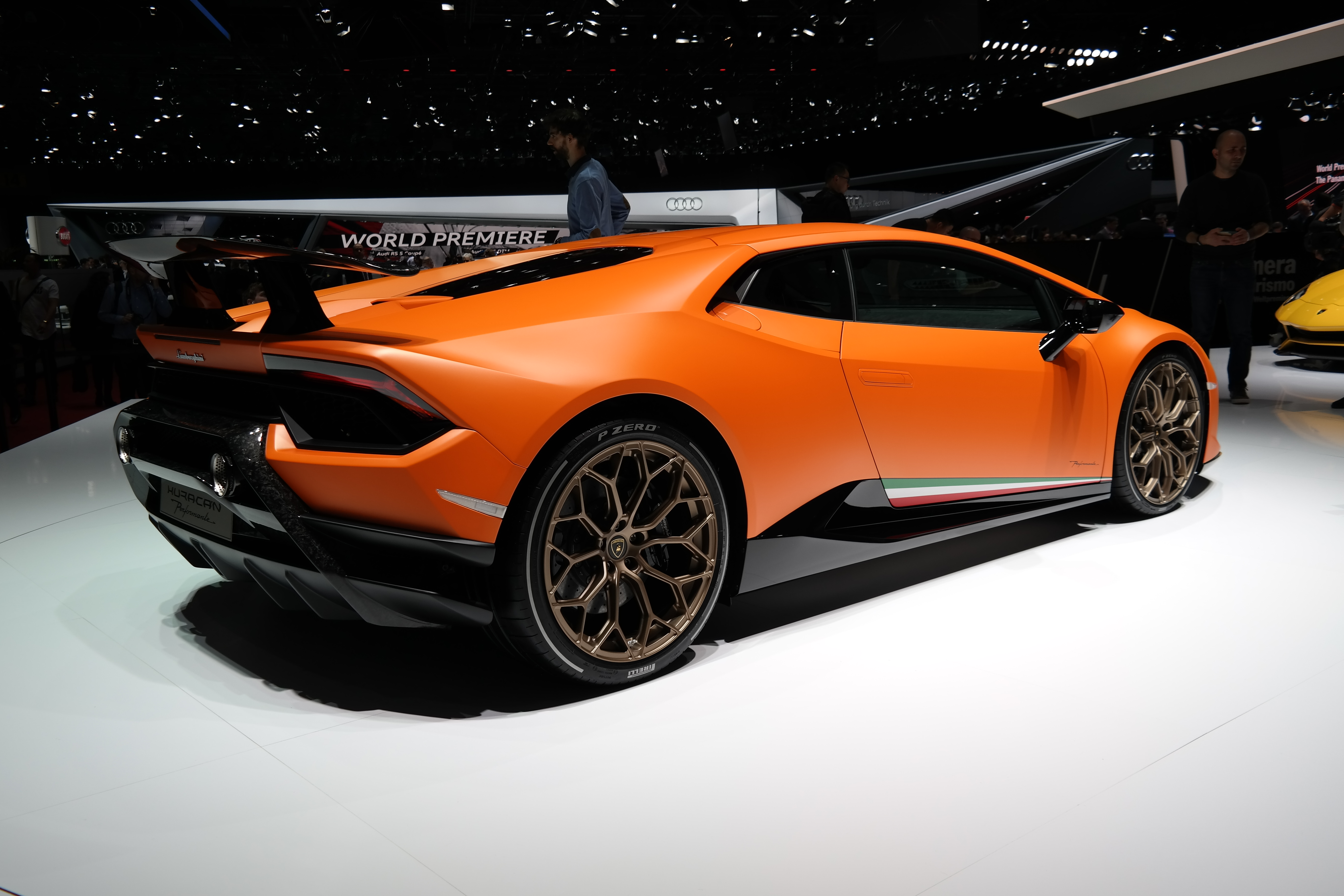
LP 640-4 ペルフォルマンテ
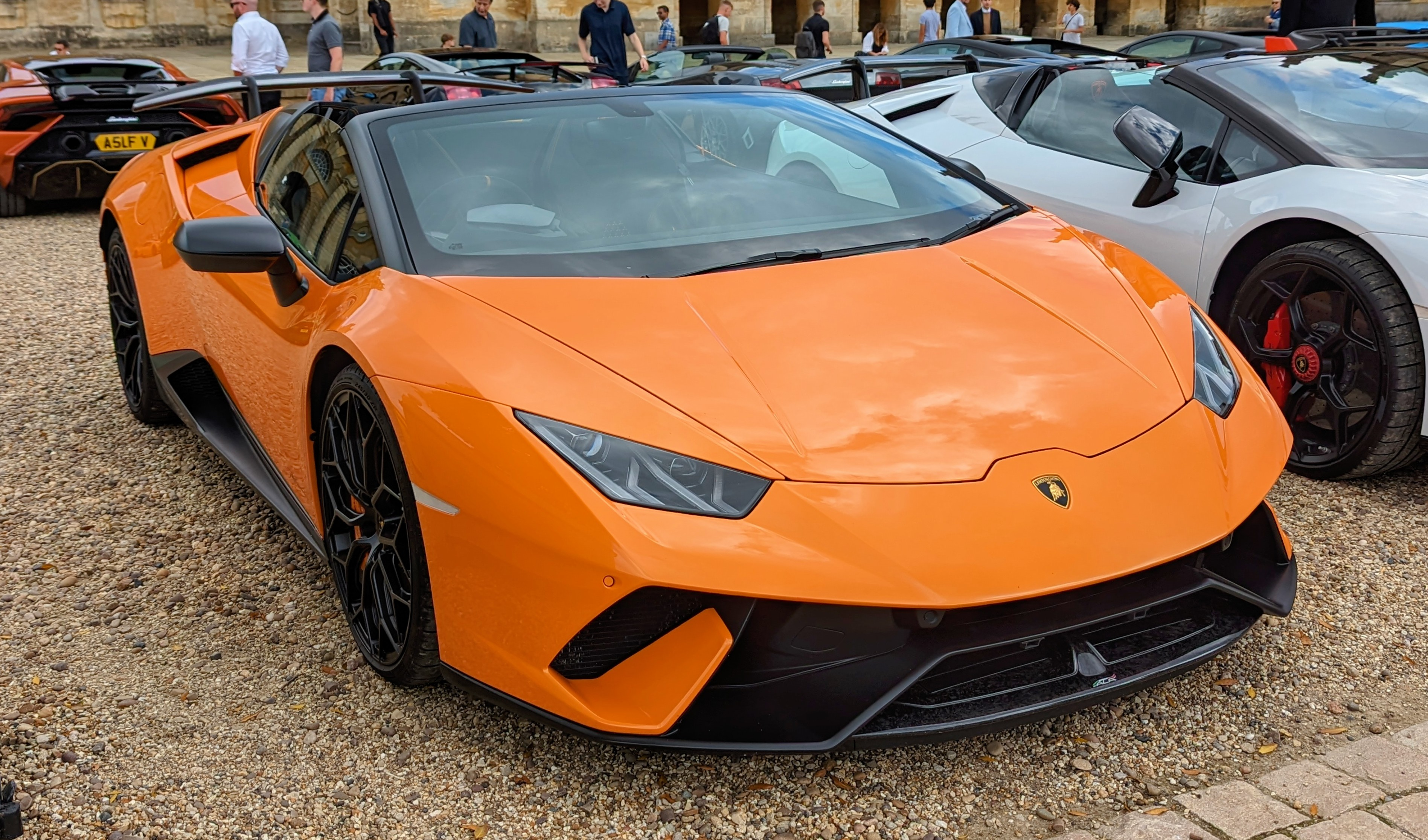
LP640-4 ペルフォルマンテ・スパイダー

### EVO（2019年 - ）

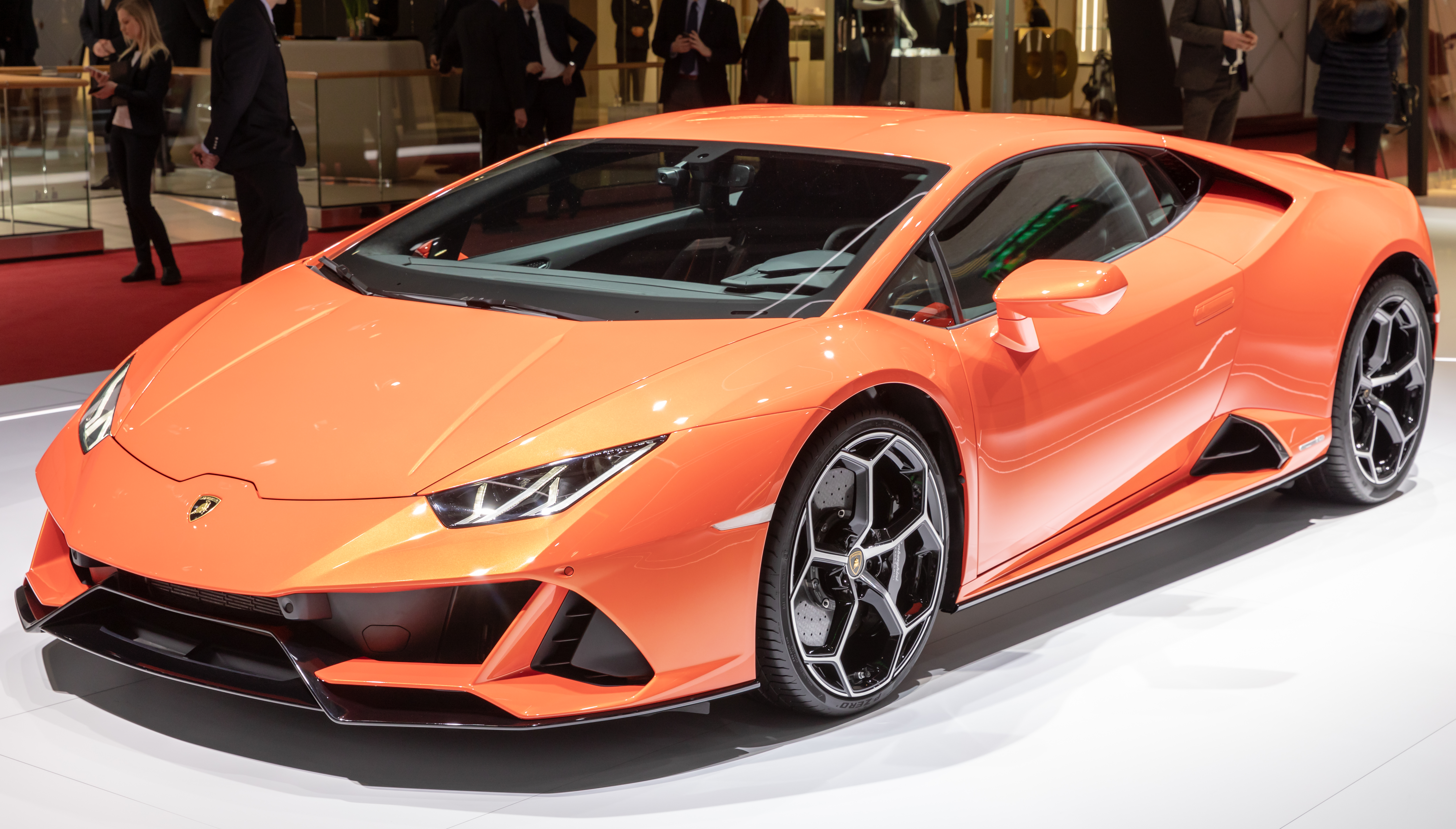
ウラカン・EVO

空力性能が高められた大幅改良モデル。具体的にはフロントバンパーと一体となったウィングを備え、アンダーボディの空力性能の最適化などによって「ダウンフォースで7倍、空力効率も6倍に改善した」という。「LP 640-4 ペルフォルマンテ」と同じエンジンを搭載する。4輪すべてに作用するトルクベクタリングと4輪操舵も備わる。
EVO RWD（2020年 - ）

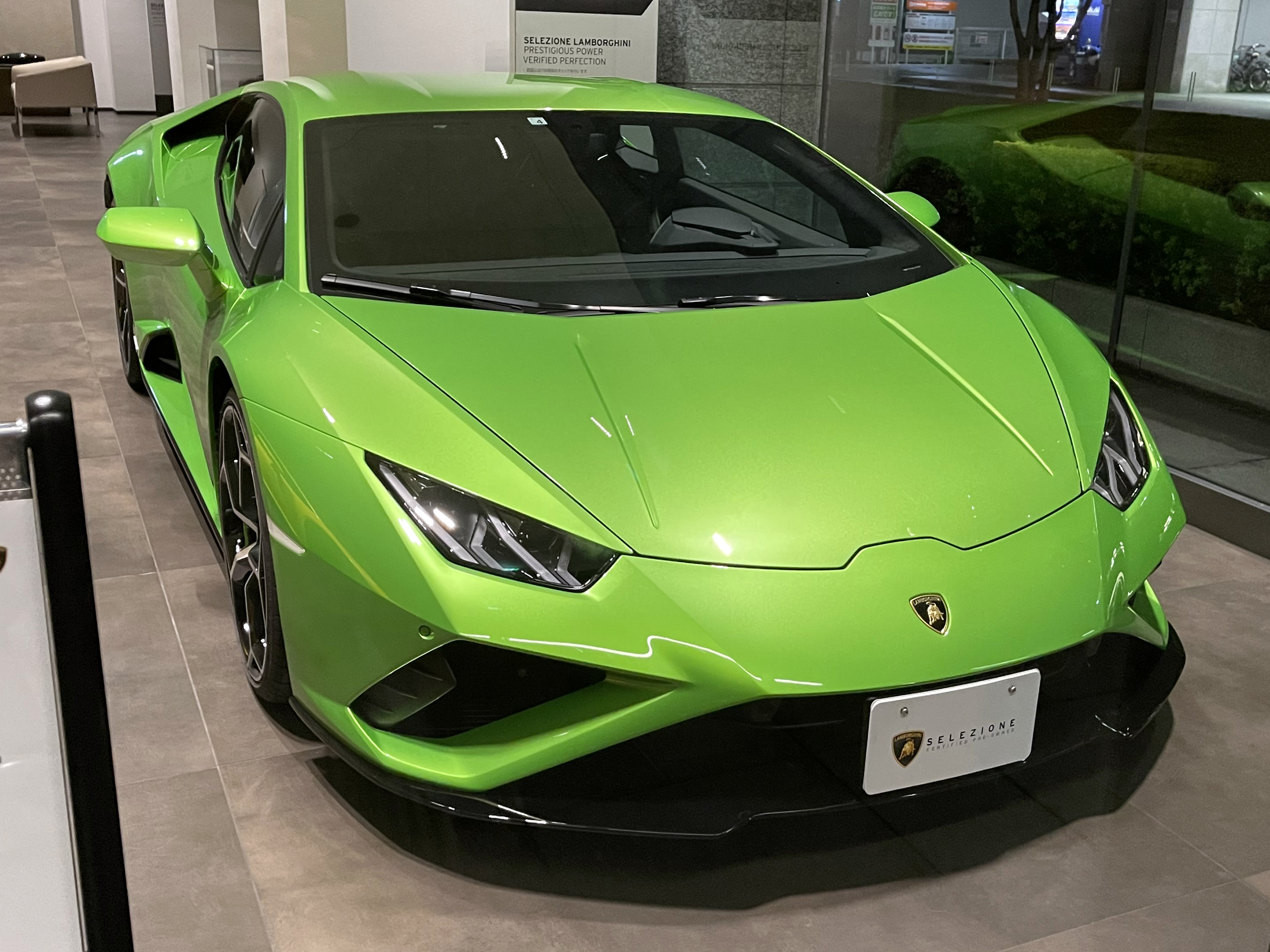
ウラカン・EVO RWD

EVOをベースとした後輪駆動モデル。通常のEVOは4WDだが、EVO RWDではこれを省くことによって車両重量を1389kg（乾燥重量）に軽減した。エンジンは最高出力が610馬力に抑えられている。

#### STO（2020年 - ）

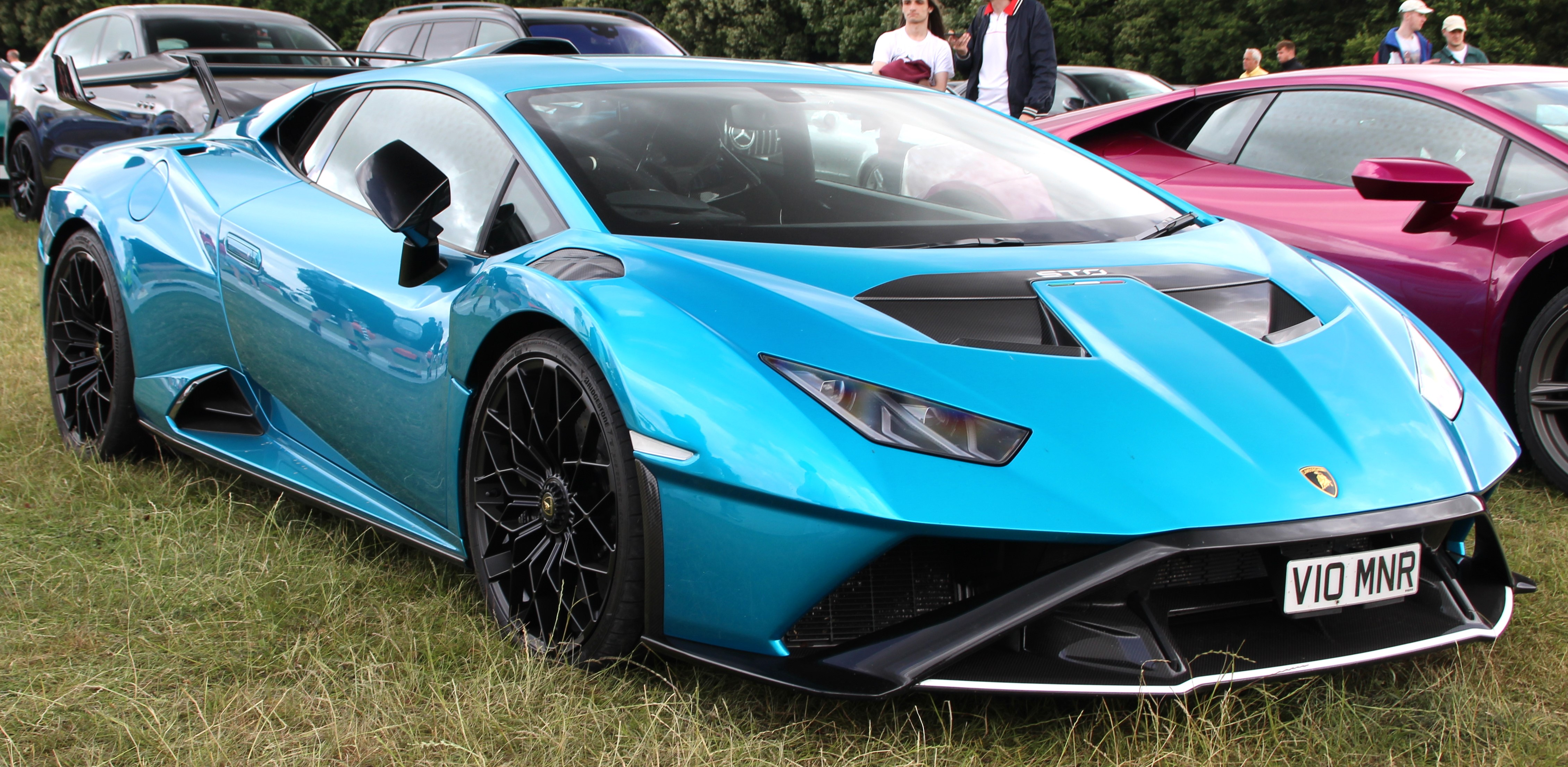
ウラカンSTO

2020年11月にオンラインでワールド・プレミアされたモデル。2021年の上海モーターショーに実車が展示された。STOは「Super Trofeo Omologata」の頭文字をとったもので、公道走行が可能なスーパートロフェオを意味している。

#### テクニカ（2022年 - ）

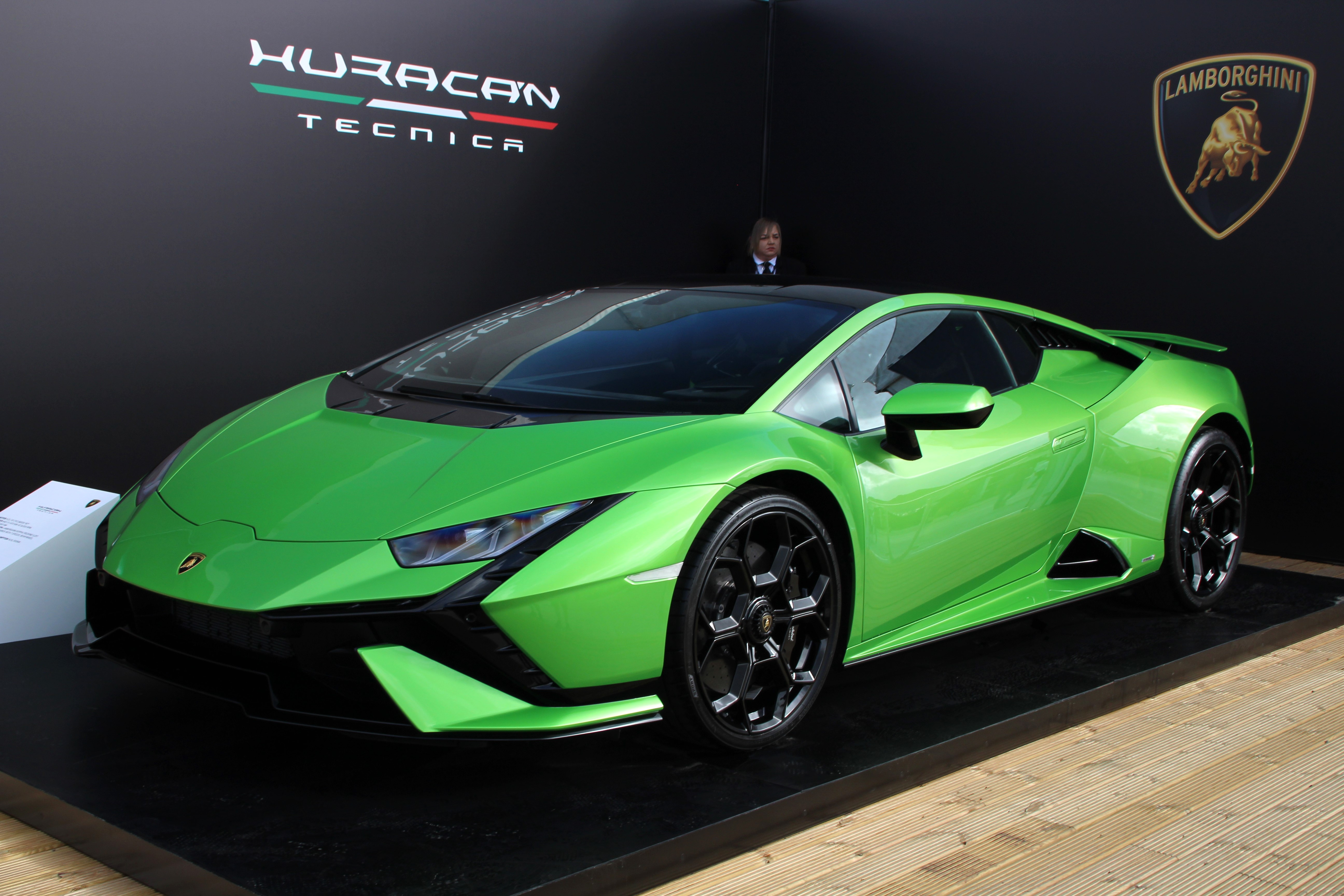
ウラカン・テクニカ

2022年4月に公開された、EVOとSTOの良さを併せ持ちつつ改良したモデル。固定式のリアウイングや、シアン FKP 37の流れを汲むようなフロントフェイスなど、今までのウラカンとは違う特徴を持っている。駆動方式はRWD（後輪駆動）で、640馬力、0-100加速は3.2秒というパフォーマンスを発揮する。 

#### ステラート（2023年 - ）

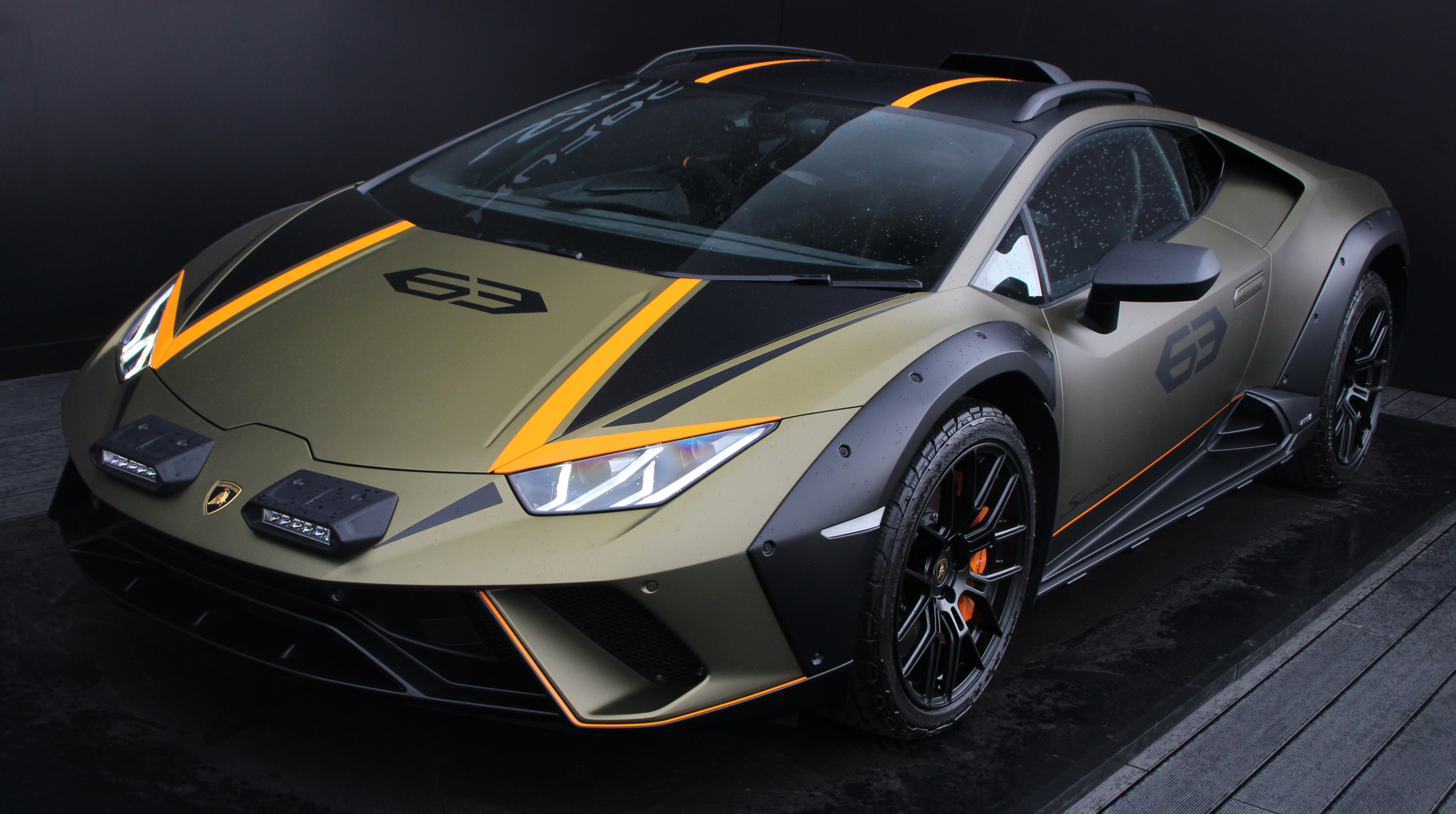
ウラカン・ステラート

2023年2月に発表されたオフロード仕様のモデルで、EVOをベースに車高を44mm引き上げた。電子制御式四輪駆動を組み合わせ、土や砂などの未舗装路において高いパフォーマンスを発揮できるように設計されている。

### 特別仕様車
LP610-4 ポリツィア・ストラダーレ
パトカー。2004年以来、イタリア国家警察のローマ警察とボローニャ警察で使用されてきたガヤルド・ポリツィア・ストラダーレの後継車として、2014年5月にローマ警察に納入された。以前のガヤルド・ポリツィアで用いられたGPS、車載カメラと連動したビデオデータ転送システム、救急救命用AED、ファーストレスキューキット、移植用臓器搬送システムを継続して搭載（収納場所はボンネットのトランク）。2017年仕様では、アルミニウムと炭素繊維の複合素材を用いたシャシーのほか、車載式のタブレット端末などが搭載されている。2017年にガヤルドからの置き換えが終了した。2020年10月、移植用腎臓輸送のためにパドバからローマまで500キロを無給油・2時間強で走破した（高速道路の行程では230km/h出していたという）。先代のガヤルド同様、レーシングドライバー並みの運転技術を持つ警察官だけが乗ることを許される。
LP580-2 ローマ教皇フランシスコ
2017年11月15日、ランボルギーニは「LP 580-2」の特別仕様車を第266代教皇フランシスコに贈呈した。バチカン市国の国旗に用いられている白に塗装され黄色のストライプが施されている。
EVO GT セレブレーション
2019年のデイトナ24時間、セブリング12時間に勝利したことを祝い、その合計時間の「36」にちなんだ限定車。2019年のザ・クエイル・モータースポーツ・ギャザリングで発表された。優勝チームのカラーリングを選択することもでき、カラーのコンビネーションは9種類が用意された。
EVO エディション・ヴィータ
メキシコ展開10周年を記念したモデル。「人生」を表すエディション・ヴィータ。ボディカラーはヴェルデ・エルメス・グリーン、ホイールとアクセントはゴールド。グリーンは生命と自然、ゴールドのホイールとインテリアのディティールは太陽をモチーフとし、メキシコ国旗にあしらわれる鷲をかたどったプレートも装着されている。
EVO エディション・モルテ
メキシコ展開10周年を記念したモデル。「死」を表すエディション・モルテ。ボディカラーはパープルのような「Blu Astraeus」、ホイールとアクセントは「Bronzo Serse」。「生と死の間の旅の準備をする経験を呼び起こし、祝福する」ことをモチーフとした1台である。
EVO エディション・ソーニョ
メキシコ展開10周年を記念したモデル。「夢」を表すエディション・ソーニョ。ボディカラーは明るいブルーの「Blu Symi」、ホイールとアクセントは「Oro Elios」。この色はメキシコの民芸品に見られる神話上の生き物を象徴している。インテリアはブラックを基調とし、ゴールドのステッチが施される他、"人生に彩りと意味を与える夢の、幻想的でありながら現実的な性質を称える双頭のドラゴンのバッジ"が装着されている。
EVO エディション・テンポ
メキシコ展開10周年を記念したモデル。「時」を表すエディション・テンポ。ボディカラーはマットブラックの「Nero Nemesis」、ホイールとアクセントは「Bronzo Serse」。インテリアには「蛇」をテーマにしたプレートが装着され、これは「時間の経過とともに皮膚が脱落していくことで、自分自身が生まれ変わることを象徴」し、ランボルギーニとメキシコとの「10年」という時間をも表現している。
LP580-2 JP63 歌舞伎エディション
アメリカに次ぐ重要なマーケットである日本への感謝を込めて制作された特別仕様車、歌舞伎エディションの「JP63」の1台。大阪で開催された「ランボルギーニ・デイ・ジャパン 2019」で発表された。アヴェンタドール、ウラカン、ウルスで歌舞伎の文字を1文字ずつ表しており、ウラカンは歌舞伎の「舞=BU」をモチーフにしている。カラーリングは、ロッソ・エフェスト（レッド）を基調にエアインテーク部分に隈取をイメージしたビアンコ・シア（ホワイト）の差し色を加えたカラーリングになっている。パッセンジャー側のドアには「JP63」のロゴが入っている。また、ドアのインナー・トリムには扇の刺繍が施されている。歌舞伎エディションの3台は、既に完売していて、価格は非公開となっている。
ランボルギーニ・ウラカン・STJ
ウラカンの終売を記念して2024年4月に発表された世界に10台の限定モデルで、 "J"（イオタ）の系列に属する。
STOの改良版であり、パワートレイン、駆動方式は共通。ボディには専用のデザインパッケージを採用、ランボルギーニ・スクアドラ・コルセが開発したエアロパッケージにより、STOで洗練された「コファンゴ」と呼ばれるフロントセクションは、空力特性がさらに改善された。2つのカーボンファイバー製エアロフリックや、リアウイングの角度を3度増やすことで、バランスを保ちながらダウンフォースを10％増大させている。レース由来のショックアブソーバーは4段階に調整が可能。また、最適なダイナミックコントロールを維持し、ステアリングの精度を高めながらスプリング剛性を下げることもできる。タイヤには、ブリヂストンのポテンザが設定され、20インチのセンターロック ホイールに装着される。結果、ウラカン STJはナルド・テクニカルセンターのテストコースで、ウラカン STOよりも1秒以上速いラップタイムをマークした。
ウラカン STJは、ランボルギーニ・チェントロスティーレによってプロデュースされた2バージョンを設定する。一つは、ネロ・ノクティスのルーフにロッソ・マーズとビアンコ・イシのディテールと組み合わせたグリージョ・テレストのボディカラーで、キャビンは革のディテールと対照的なロッソ・アララのステッチを備えたネロ・コスムスのアルカンターラ シートが特徴。もう一方は、ネロ・ノクティスのルーフにロッソ・マーズとビアンコ・イシのディテールと組み合わせたブル・ エリアディのボディカラーとなる。どちらのバージョンも、「1 of 10」とマークされた特別なナンバー入りのカーボンファイバー プレートを備えている。さらに、ユーザーのオーダーによって、助手席側にカスタムプレートを追加するオプションも用意されている。

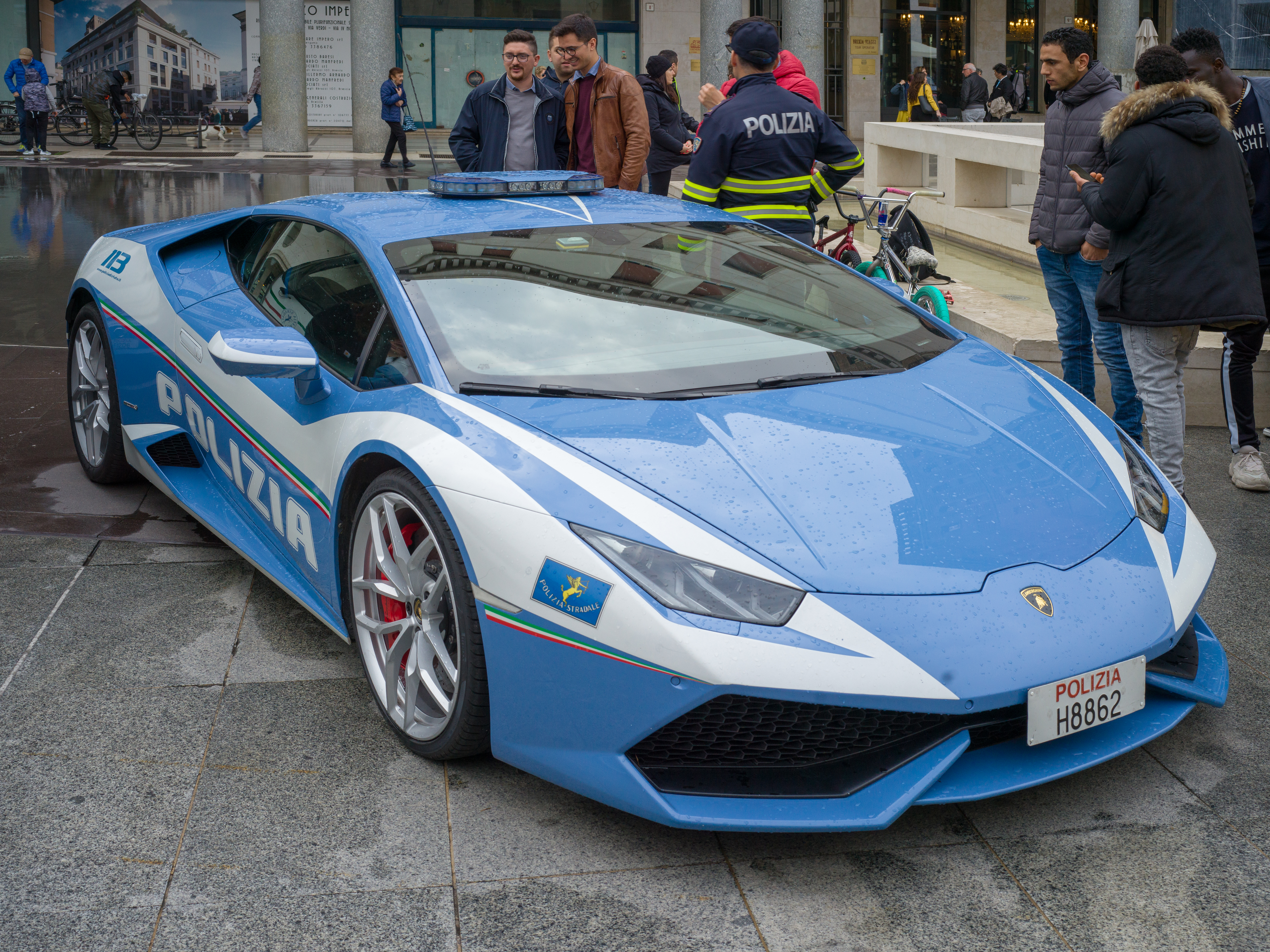
LP610-4 ポリツィア・ストラダーレ
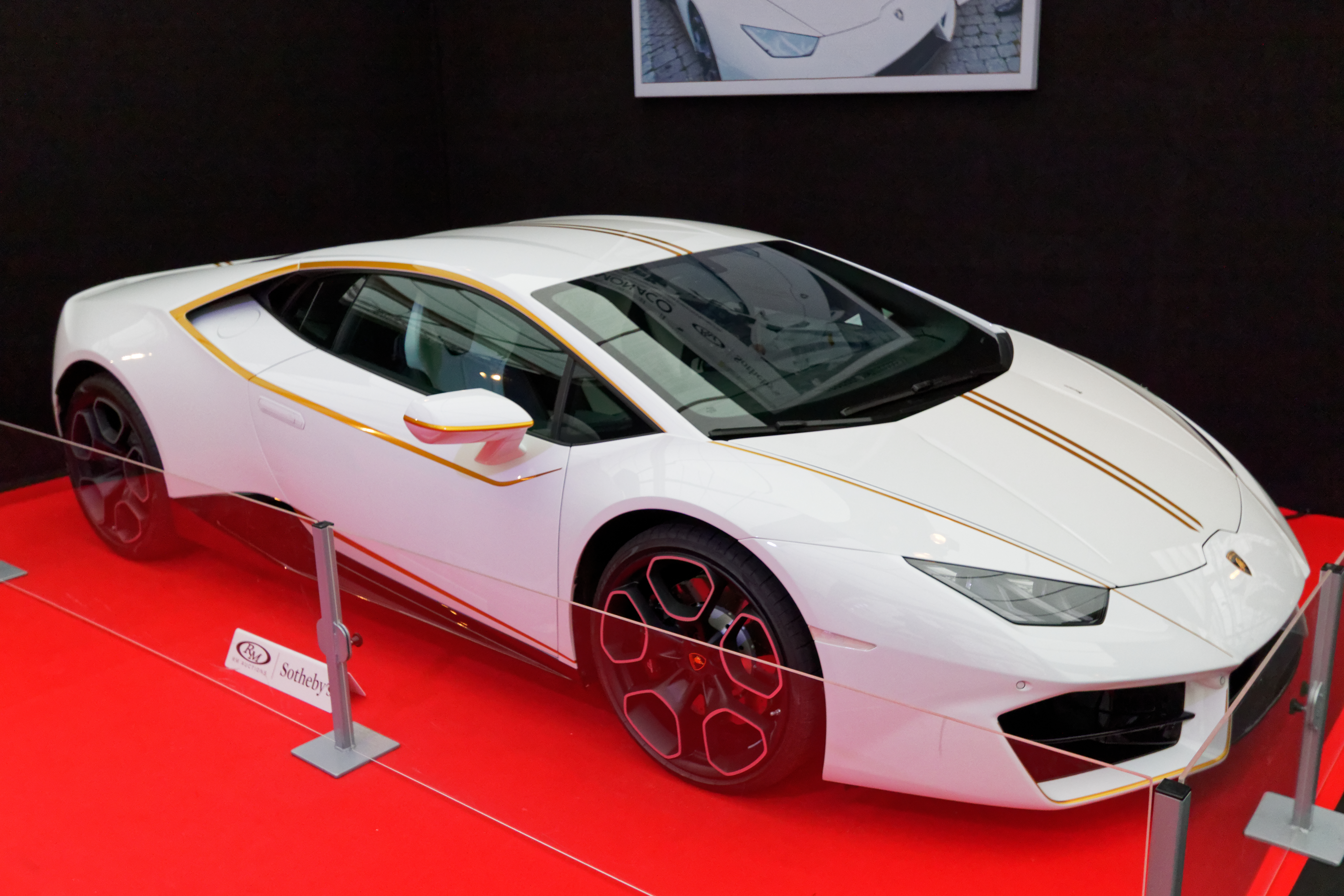
LP 580-2 ローマ教皇フランシスコ
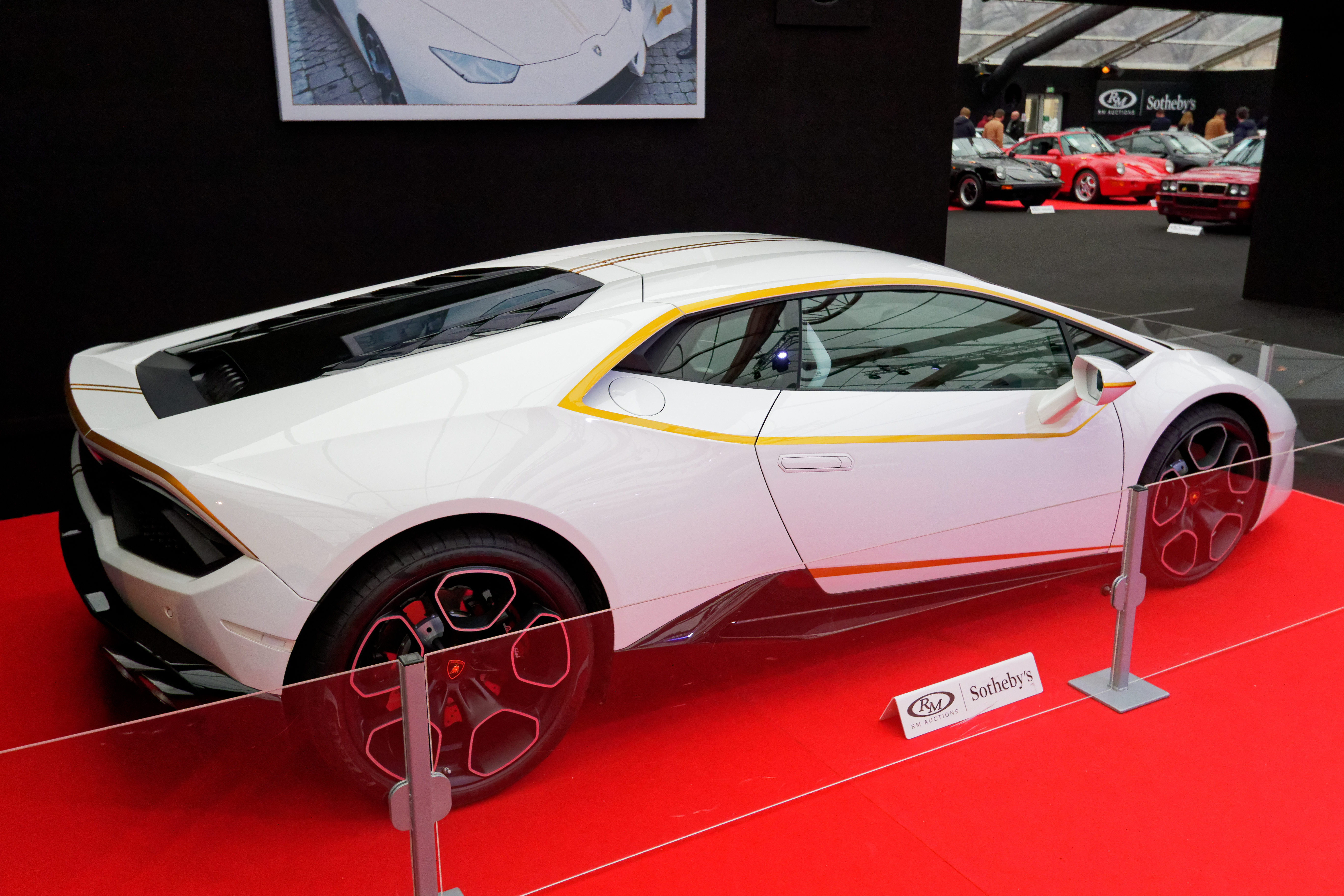
LP 580-2 ローマ教皇フランシスコ
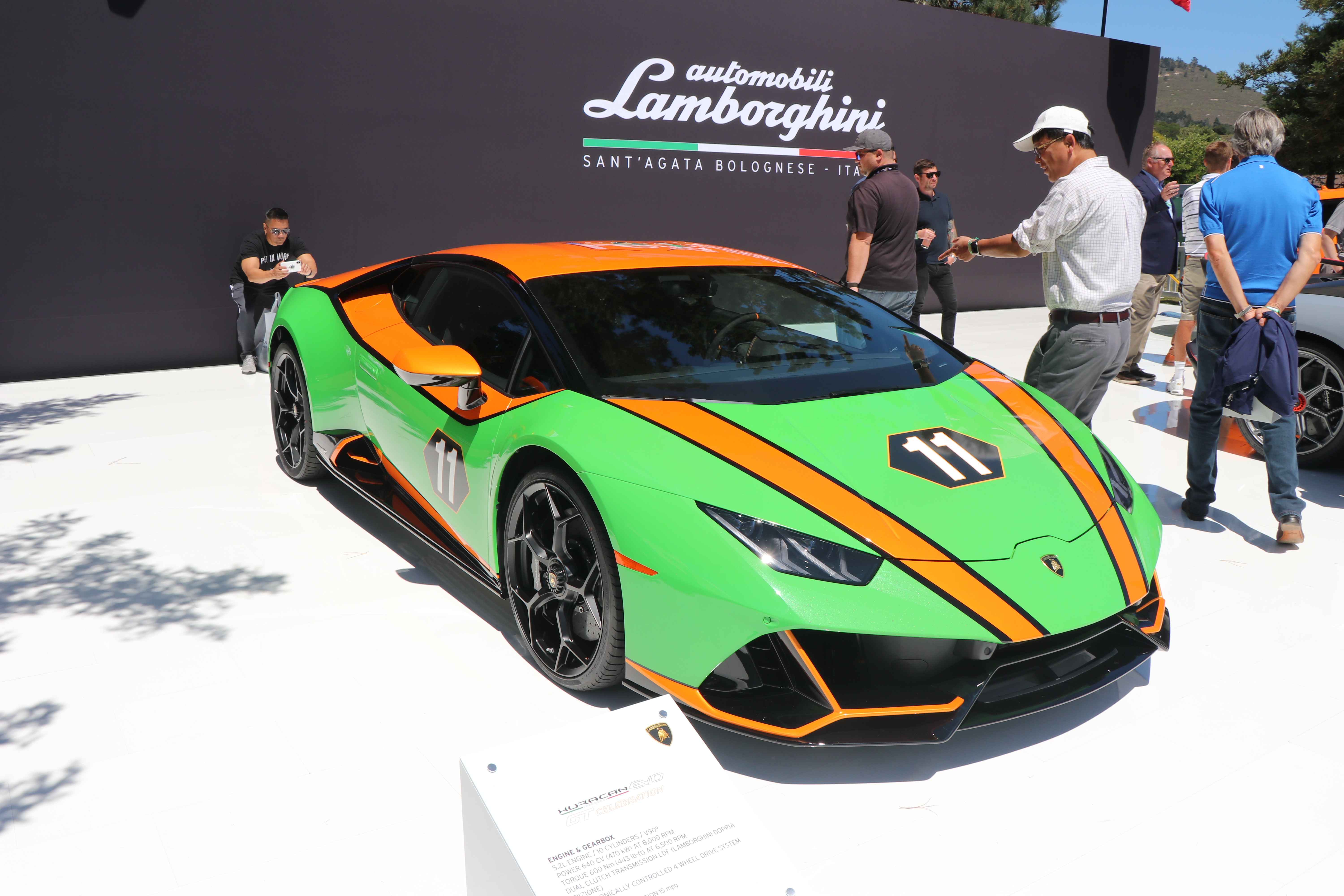
EVO GT セレブレーション

## レース用車両

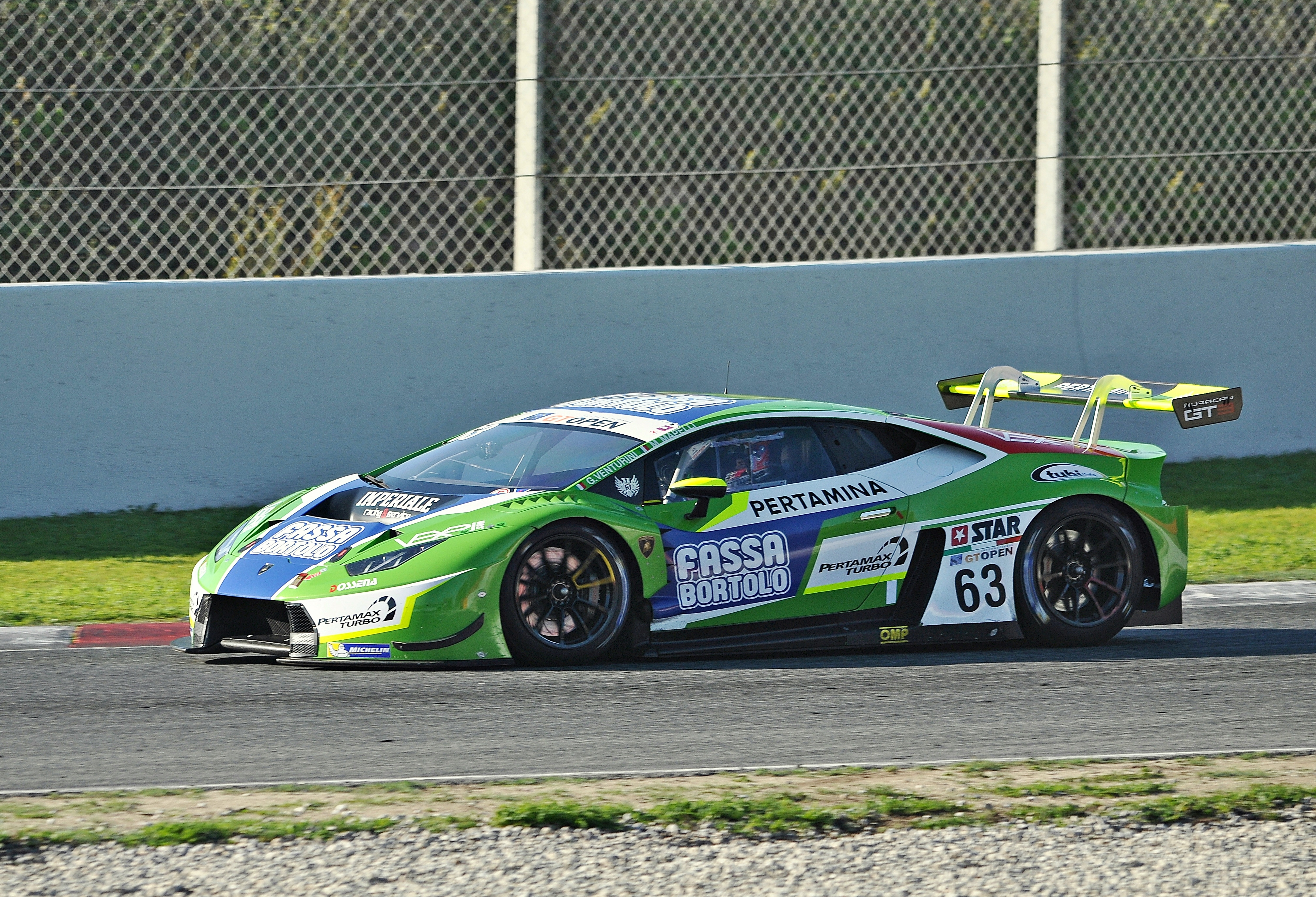
GT3
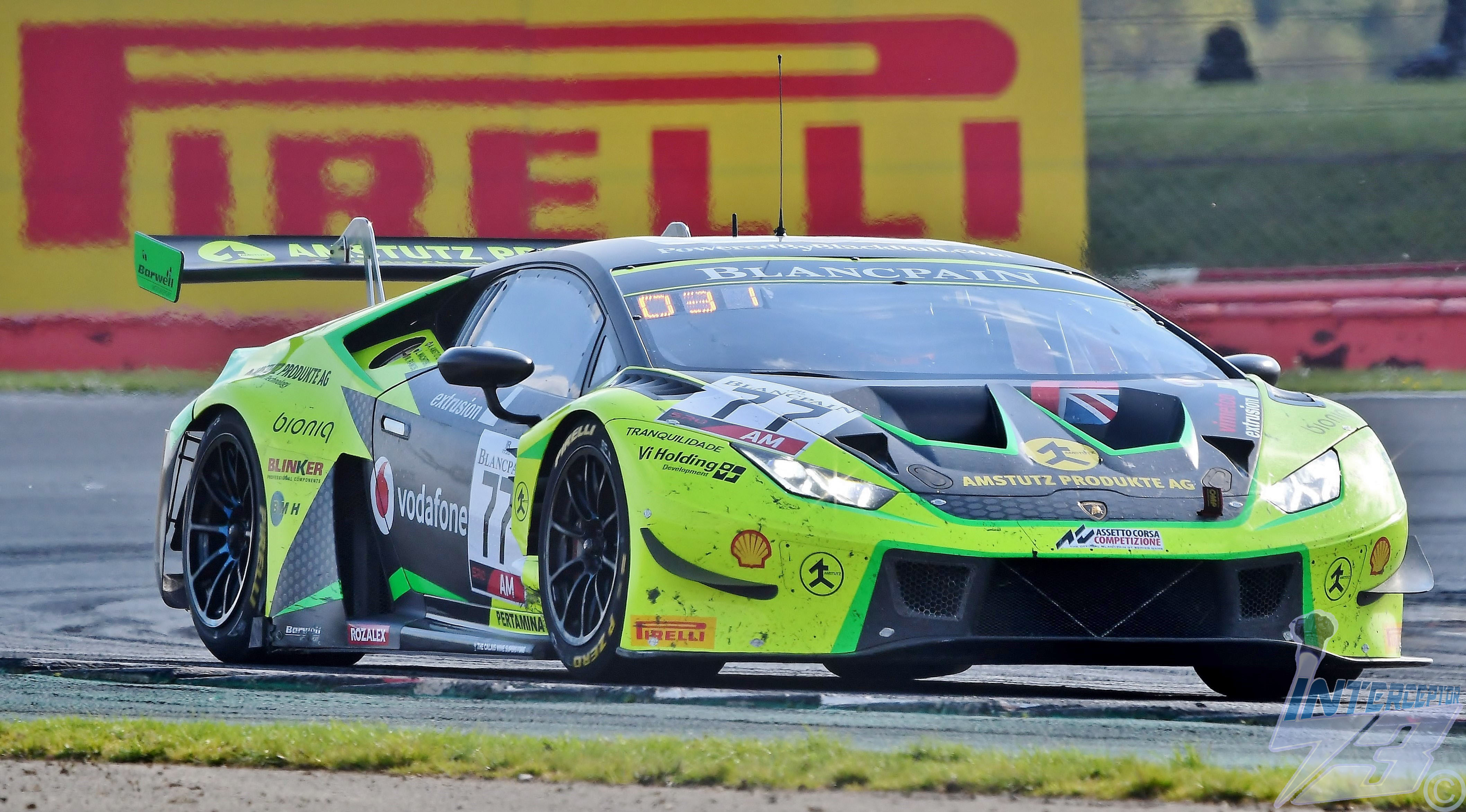
GT3 EVO
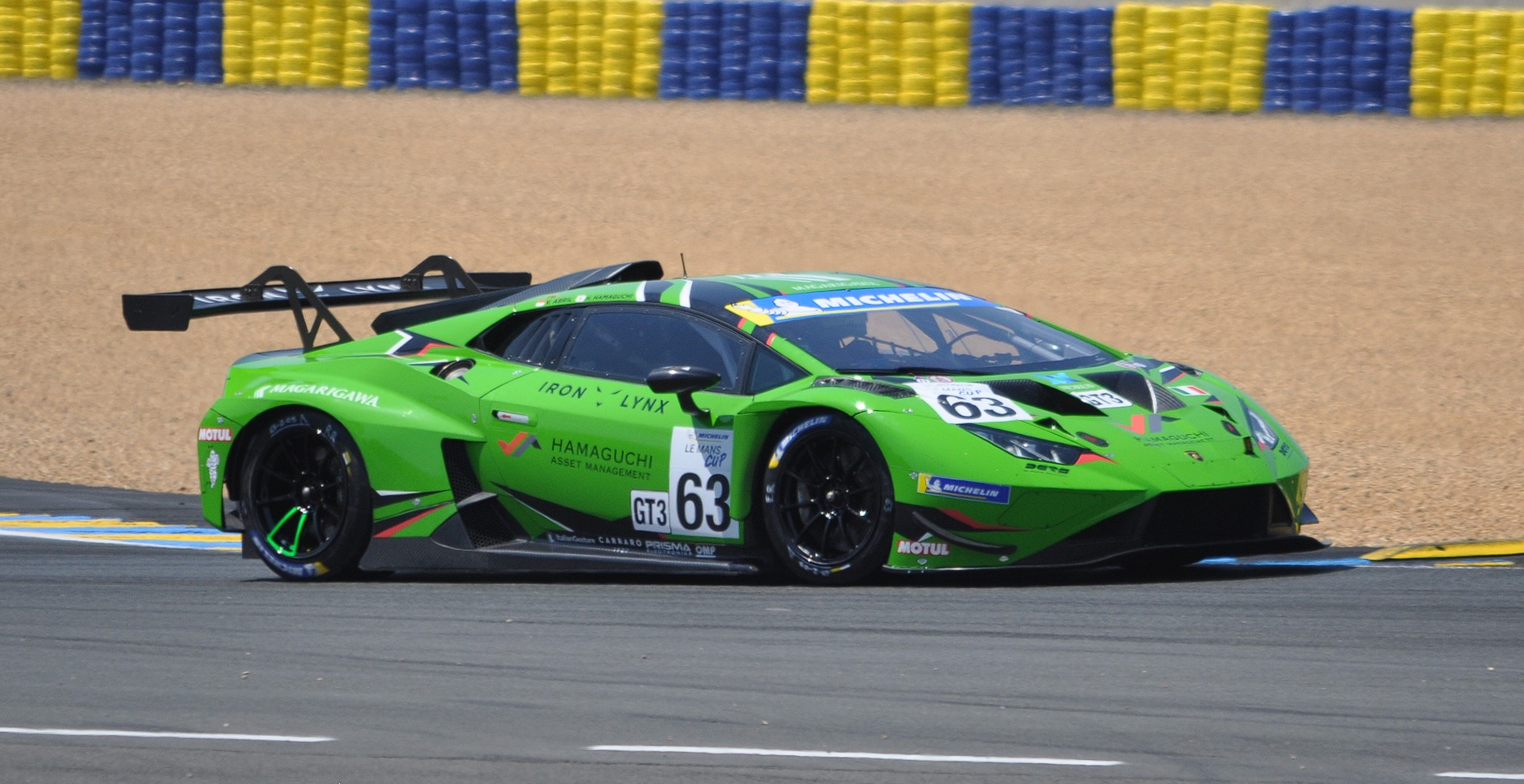
GT3 EVO2

LP620-2 スーパートロフェオ
2014年発表のワンメイクレース「ランボルギーニ・ブランパン・スーパートロフェオ」の規定に合わせて作られたサーキット専用モデル。車重は1,270kg。
LP620-2 スーパートロフェオ EVO
2017年9月に発表された「LP620-2 スーパートロフェオ」の後継モデル。カーボン・ファイバー製のボディ・キットの多くの部品はエアロ・ダイナミクスの観点から再設計された。
LP620-2 スーパートロフェオ EVO2
2021年5月に発表された「LP620-2 スーパートロフェオ EVO」の後継モデル。スタイリングを大幅刷新し、ブレーキディスクのサイズを拡大するなどの改良が施された。

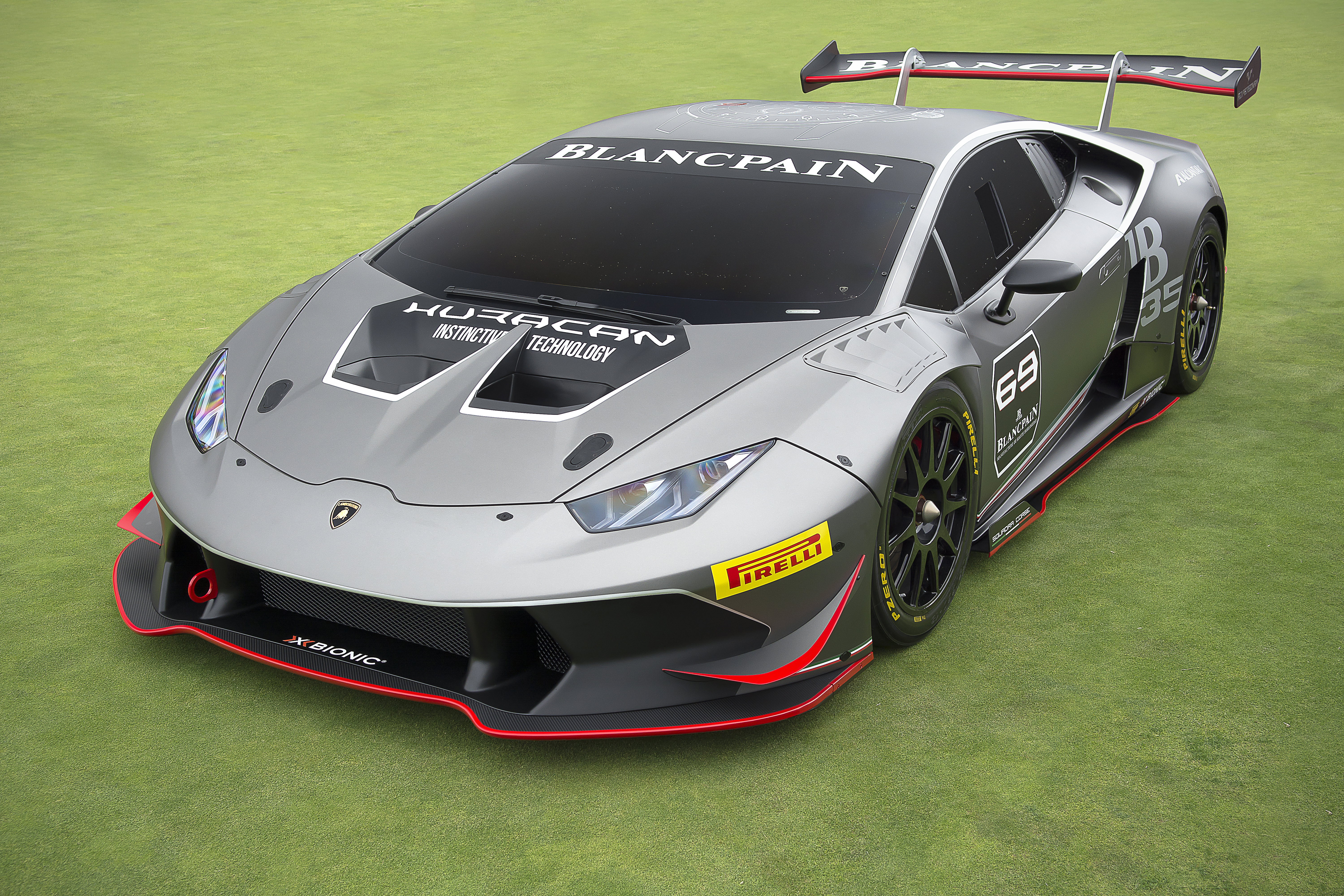
LP620-2 スーパートロフェオ
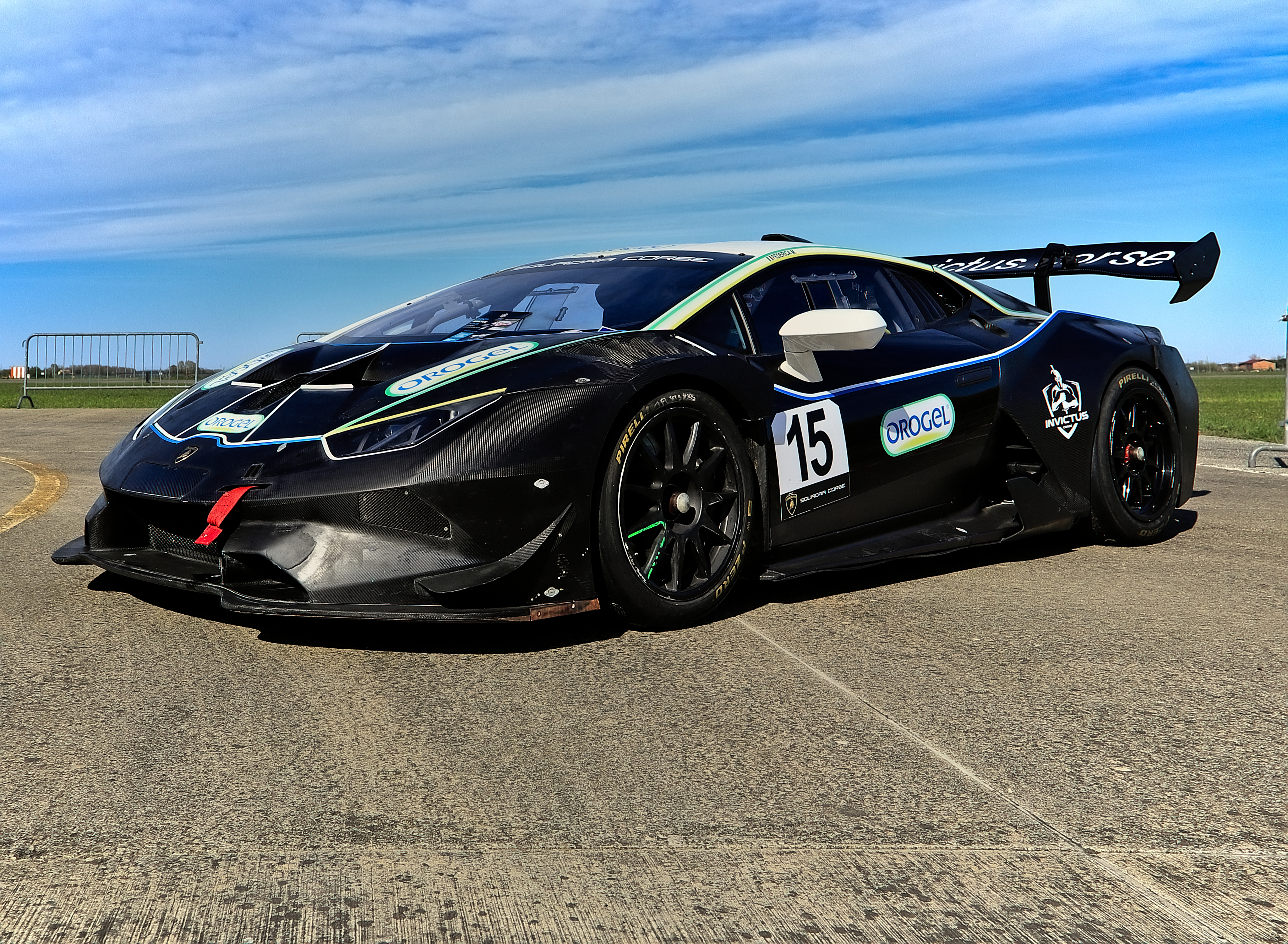
LP620-2 スーパートロフェオEVO
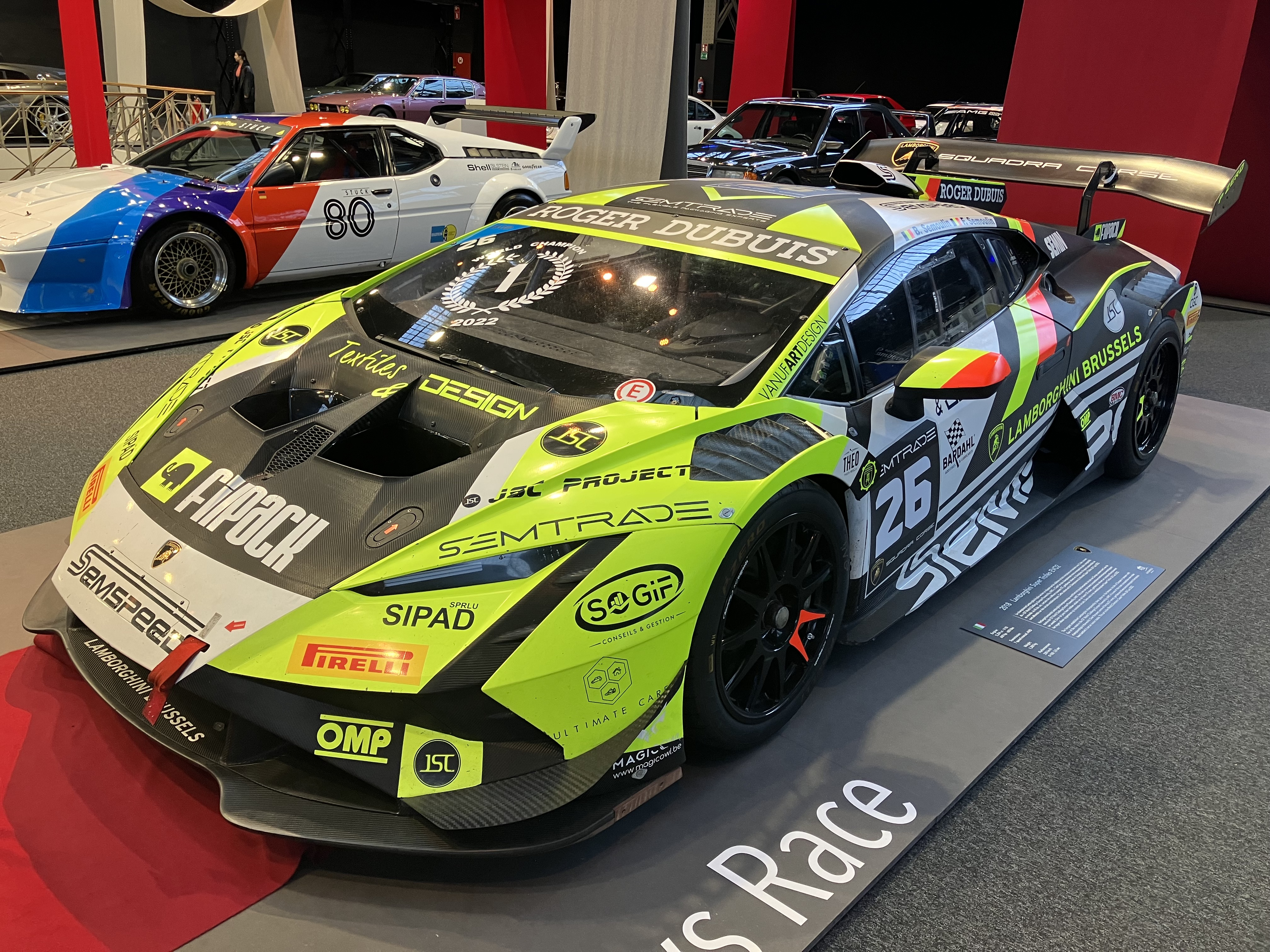
LP620-2 スーパートロフェオ EVO2

GT3
2015年1月に本社で発表された。開発は長年パートナーであったライターエンジニアリングではなく、ダラーラとなった。同年のブランパン耐久シリーズに参戦。デビュー戦となったモンツァではデビューウィンを果たしたが、規定違反で失格となった（後に失格裁定は取り消された）。2016年度からJLOCとディレクションレーシングからSUPER GTに参戦することが発表された。2018年8月に開催された鈴鹿10時間耐久レースにJLOCから2台が出走し、15位と17位で完走した。
GT3 EVO
2018年に発表されたGT3のエボリューションモデル。改良は多岐に渡り、スーパートロフェオEVOにも採用されたEHPS（エレクトロニック・ハイドロリック・パワーステアリング）も採用している。エンジンではチタンバルブの採用が行われている。2020年のセブリング12時間レースではクラス優勝、英国GT選手権でも2年連続でタイトルを獲得した。日本では引き続きJLOCがSUPER GTに導入している。
GT3 EVO2
2022年に発表されたGT3 EVOをさらに発展改良させたモデル。EVOからのアップデートにも対応しており、スタイリングはSTOをイメージさせるものとなっているほか、それまで各バンクごとに1個付いていたスロットルが各気筒に1つずつ採用される10連タイプとなり、レスポンス向上が図られている。また、トラクションコントロールシステムは縦方向と横方向で別々に効き具合を変更できるようになっている。2023年のデイトナ24時間レースでのデビューし、JLOCも第4戦から1台投入している。2024年にはJLOCとしても初となる、SUPER GTでのGT300クラスチャンピオンを獲得した。また同年ミルコ・ボルトロッティがドイツツーリングカー選手権(DTM)チャンピオンを獲得した。
- GT3
- GT3 EVO
- GT3 EVO2

スーパートロフェオ GT2
2020年に発表されたSRO GT2規定の車両。スーパートロフェオにコンバージョンキットを適用する事によりGT2仕様にアップデートする事が可能となっている。